# Petrobras
Petróleo Brasileiro S.A. (Petrobras; pronunciado Petrobrás) é uma empresa de capital aberto, cujo acionista majoritário é o Governo do Brasil (União), sendo, portanto, uma empresa estatal de economia mista. Com sede no Rio de Janeiro, opera atualmente em 14 países, no segmento de energia, prioritariamente nas áreas de exploração, produção, refino, comercialização e transporte de petróleo, gás natural e seus derivados. O seu lema atual é "Uma empresa integrada de energia que atua com responsabilidade social e ambiental". Em 2020, a Forbes Global 2000 classificou a Petrobras como a septuagésima maior empresa pública do mundo.
A empresa foi instituída em 3 de outubro de 1953 e deixou de monopolizar a indústria petroleira no Brasil em 1997, mas continua a ser uma importante produtora do produto, com uma produção diária de mais de 2 milhões de barris (320 mil metros cúbicos). A multinacional é proprietária de refinarias, petroleiros, dutos e terminais. A Petrobras é líder mundial no desenvolvimento de tecnologia avançada para a exploração petrolífera em águas profundas e ultraprofundas.
A Petrobras estava em 2011 no quinto lugar na classificação das maiores petrolíferas de capital aberto do mundo. Em valor de mercado, foi a segunda maior empresa do continente americano e a quarta maior do mundo, no ano de 2010. Em setembro de 2010, passou a ser a segunda maior empresa de energia do mundo, sempre em termos de valor de mercado, segundo dados da Bloomberg e da Agência Brasil. Em setembro de 2010, a empresa ficou conhecida internacionalmente por efetuar a maior capitalização em capital aberto da história: 72,8 bilhões de dólares (a época 127,4 bilhões de reais), praticamente o dobro do recorde até então, que era da Nippon Telegraph and Telephone (NTT), com 36,8 bilhões de dólares capitalizados em novembro de 1987.
Em 2014, no entanto, a Petrobras teve um prejuízo de 21,587 bilhões de reais, o maior desde 1986 e o primeiro da empresa desde 1991. A perda de dinheiro causada pela corrupção entre 2004 e 2012 foi estimada em 6,194 bilhões de reais. Em 2015, a Petrobras registrou um prejuízo de 34,8 bilhões de reais, em decorrência da queda do preço do barril de petróleo no mercado internacional, da crise econômica no país, e da crise referente à Operação Lava Jato, que fez com que a empresa suspendesse seus investimentos, o que atingiu a rede de fornecedores de serviços e equipamentos. A Petrobrás é responsável por 0,77% da emissão de gases efeito estufa na indústria no período entre 1988 até 2015 e, portanto, um dos maiores responsáveis para as mudanças climáticas que causam "riscos à saúde, aos meios de subsistência, à segurança alimentar, ao suprimento de água e ao crescimento econômico."

## História

### Antecedentes

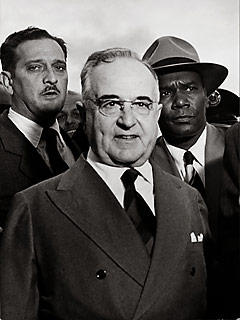
Getúlio Vargas sancionou a Lei Federal 2004 em 3 de outubro de 1953.

Após a Segunda Guerra Mundial iniciou-se no Brasil um intenso debate sobre a melhor maneira de explorar o petróleo no país. O assunto era polêmico uma vez que envolvia diversos aspectos políticos, tais como a soberania nacional, a importância dos recursos minerais estratégicos, a política de industrialização e os limites de atuação das empresas multinacionais no país, e foi um dos mais marcantes na História do Brasil nas décadas de 1940 a 1960. Para debatê-lo, constituíram-se dois grupos com posições distintas: um que defendia a abertura do setor petrolífero à iniciativa privada, nacional e estrangeira, e outro, que desejava o monopólio estatal do petróleo.
Ao ser promulgada, a Constituição brasileira de 1946 estabelecia que a regulamentação sobre a exploração de petróleo no país fosse feita por meio de lei ordinária, criando assim a possibilidade da entrada de empresas estrangeiras no setor petrolífero.
Em 1948, o então presidente da República, Eurico Gaspar Dutra, enviou ao Congresso Nacional do Brasil um anteprojeto do Estatuto do Petróleo que, se aprovado, permitiria a participação da iniciativa privada na indústria de combustíveis. À época não existiam no país empresas nacionais com recursos financeiros, nem com tecnologia necessária, para a exploração de petróleo. Isso levou a que os chamados "nacionalistas" não concordassem com aquele anteprojeto de lei, por entenderem que a sua aprovação significaria simplesmente a entrega da estratégica exploração do petróleo brasileiro aos interesses das multinacionais: a produção mundial de petróleo era, naquela época, dominada por um oligopólio constituído pelas chamadas "Sete irmãs", das quais cinco eram estadunidenses. Para defender a tese do monopólio estatal do petróleo organizaram um amplo movimento popular, a campanha "O petróleo é nosso!", em que se destacou, entre outros, o nome do escritor Monteiro Lobato. A mobilização popular conseguiu impedir a tramitação do Anteprojeto do Estatuto do Petróleo no Congresso Nacional e muito contribuiu para a aprovação da Lei 2 004 de 3 de outubro de 1953, que estabeleceu o monopólio estatal do petróleo e instituiu a Petrobras.

### Fundação

Presidente Getúlio Vargas recebe em audiência Juracy Montenegro Magalhães, primeiro presidente da Petrobrás, 1954. Arquivo Nacional.

A empresa foi instituída pela Lei nº 2 004, sancionada pelo então presidente da República, Getúlio Vargas, em 3 de outubro de 1953. A lei dispunha sobre a política nacional do petróleo, definindo as atribuições do Conselho Nacional do Petróleo (CNP), estabelecendo o monopólio estatal do petróleo e a criação da Petrobras. As atividades da empresa foram iniciadas com o patrimônio recebido do Conselho Nacional do Petróleo, como a Refinaria de Mataripe, na Bahia, e a Refinaria de Cubatão, que ainda estava em construção. O CNP manteve a função fiscalizadora sobre o setor.
As operações de exploração e produção de petróleo, bem como as demais atividades ligadas ao setor de petróleo, gás natural e derivados, à exceção da distribuição atacadista e da revenda no varejo pelos postos de abastecimento, foram conduzidas pela Petrobras de 1954 a 1997, período em que a empresa tornou-se líder na comercialização de derivados no país. Nos primeiros anos a companhia frustrou as expectativas com descobertas tida inicialmente como promissoras: em 1955 jorrou petróleo em Nova Olinda do Norte, às margens do Rio Madeira. Ali foram abertos três poços que não se mostraram em condições de produzir comercialmente. Outro achado foi na Bacia do Tucano, no Maranhão que igualmente não se mostrou produtivo. Durante seis anos, o departamento de exploração da Petrobras foi chefiado pelo geólogo norte-americano Walter Link, formado em geologia pela Universidade Wisconsin-Madison e que contava com mais de 20 anos de trabalho para Standard Oil de New Jersey. Em meados de 1960 Link encaminhou um relatório ao Presidente da Petrobrás, General Idálio Sardenberg, relatando a falta de perspectivas para a prospecção de petróleo na Amazônia e que a Petrobras deveria concentrar suas buscas por petróleo no litoral. Esse relatório confidencial vazou para a imprensa, causando enormes desgastes para Link e o levando a deixar o Brasil. O Relatório Link, como ficou conhecido e passou a ser chamado desde então, era dividido em quatro partes (três divulgadas na imprensa 1960 e a última divulgada em 1961).
No começo de 1961, contando com a presença do Presidente Juscelino Kubitschek, foi inaugurada a Refinaria de Duque de Caxias.
Os militares, que passaram a ter participação destacada na política brasileira desde o Tenentismo e no triunfo da Aliança Liberal liderada por Getúlio Vargas em 1930, dedicaram muitos dos seus esforços ao desenvolvimento da indústria do petróleo no Brasil e seus oficiais exerceram a Presidência do Conselho Nacional do Petróleo e com a participação dos setores nacionalistas dos militares na criação da Petrobras durante a campanha O petróleo é nosso. Retomaram a dedicação para a Petrobras e durante a Ditadura Militar houve a construção de novas refinarias, de oleodutos e gasodutos. Em 1967 foi criada a sua primeira subsidiária, a Petroquisa, para viabilizar a construção da Petroquímica União e o posterior desenvolvimento no setor petroquímico brasileiro. Em 1968 a Petrobras inaugurou a Refinaria Alberto Pasqualini, no Rio Grande do Sul, e a Refinaria Gabriel Passos, em Minas Gerais.
Em 1971 foi a vez da distribuição e a rede de postos de combustíveis da Petrobrás passar a administração por outra subsidiária, nesse caso a BR Distribuidora. No ano de 1972 entrou em funcionamento a Refinaria de Paulínia, no interior de São Paulo, e foi criada a Braspetro, subsidiária dedicada a explorar petróleo no exterior. Ainda em 1972 entrou em operação a primeira central petroquímica do país, a Petroquímica União, contando com a Petroquisa como acionista majoritária. Em 1976 a Braspetro realizou uma das maiores façanhas técnicas da recente história da Petrobras ao descobrir o campo de Majnoon no Iraque. À época todas as reservas da Petrobrás correspondiam a apenas 10% das do campo de Majnoon. A Primeira crise do petróleo deflagrada no final de 1973, com o consequente aumento do barril no mercado internacional levaria o Presidente Ernesto Geisel, que fora presidente da Petrobrás, em fins de 1975 a abrir a prospecção de petróleo no Brasil sob contratos de risco para que outras empresas pudessem realizar explorações.
Em 1991 a Petrobras colocou em operação em São Mateus do Sul, no Paraná, a unidade de processamento de xisto betuminoso, provando a eficácia do Processo Petrosix.
A Petrobrás teve reconhecido o seu êxito na exploração petrolífera em grandes profundidades marítimas no Campo de Marlim na Bacia de Campos em 1992, quando recebeu pela 1ª vez o OTC Distinguished Achievement Award for Companies, Organizations, and Institutions da Offshore Technology Conference.
Depois de exercer por mais de 40 anos, em regime de monopólio, o trabalho de exploração, produção, refino e transporte do petróleo no Brasil, a Petrobras passou a competir com outras empresas estrangeiras e nacionais em 1997, quando o presidente Fernando Henrique Cardoso sancionou a Lei N° 9.478, de 6 de agosto de 1997. Tal lei regulamentou a redação dada ao artigo 177, §1º da Constituição da República pela Emenda Constitucional nº 9 de 1995, permitindo que a União contratasse empresas privadas para exercê-lo.
A partir daí foram criadas a Agência Nacional do Petróleo (ANP), responsável pela regulação, fiscalização e contratação das atividades do setor e o Conselho Nacional de Política Energética, órgão encarregado de formular a política pública de energia.

### Século XXI

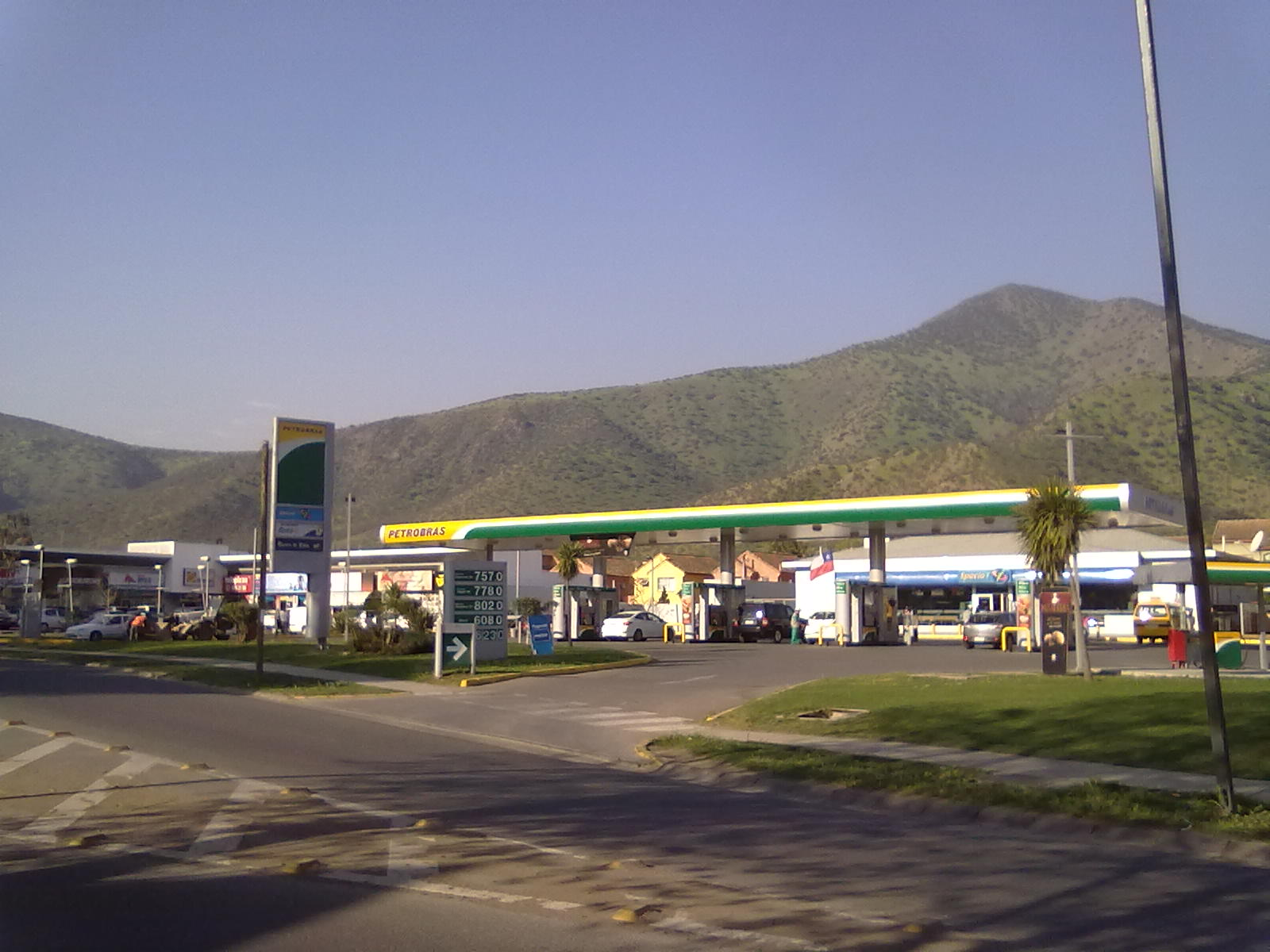
Posto da Petrobras em Santiago, Chile

Em 2000, foi lançado o PROCAP-3000 (Programa de Capacitação Tecnológica em Águas Profundas), que visava desenvolver as tecnologias necessárias para explorar petróleo e gás a 3000 metros de lâmina d'água e culminou na descoberta do Pré-Sal em 2007. Em 2001, a empresa recebeu da Agência Nacional do Petróleo, Gás Natural e Biocombustíveis (ANP) a concessão para explorar o bloco BM-S-10 na Bacia de Santos, onde perfuraria o primeiro poço do Pré-sal, com mais de 5 mil metros de profundidade. Em 2002, aconteceu a compra da Perez Companc Energía (PECOM Energía), a segunda empresa petroleira da Argentina, com operações na Bolívia, Peru, Venezuela e Brasil. Em 2003, coincidindo com a comemoração dos seus 50 anos, a Petrobras dobrou a sua produção diária de óleo e gás natural, ultrapassando a marca de 109 milhões de barris, no Brasil e no exterior. Em 2004, a Petrobras assinou um contrato para explorar um bloco petrolífero no Irã, onde investiu 178 milhões de dólares até devolver a concessão, em 2009.
A partir de 2005, a Petrobras chegou pela primeira vez na camada do Pré-sal, com a perfuração de poço de 6 915 metros de profundidade, no bloco BM-S-10 na Bacia de Santos, ainda em caráter experimental (não comercial), com a retirada de petróleo considerado de boa qualidade. Em 2006, o Brasil alcançou a autossuficiência temporária em petróleo e iniciou-se a produção da plataforma P-50, no Campo de Albacora Leste, na Bacia de Campos. Em abril do mesmo ano, o então presidente Luiz Inácio Lula da Silva deu início à produção da plataforma P-50, no Campo de Albacora Leste, na Bacia de Campos. Nesta época, após 53 anos de operação e trabalho da empresa, o Brasil chegou a atingir uma temporária autossuficiência em petróleo, posteriormente perdida devido ao aumento de consumo.[carece de fontes?]
Em 2007, foi descoberta pela estatal a maior jazida de óleo e gás natural do país, no campo petrolífero de Tupi, na Bacia de Santos, com volume de aproximadamente 5 bilhões a 8 bilhões de barris, ou 12 bilhões de barris de óleo equivalente (boe - medida que engloba óleo e gás). No ano seguinte, a Petrobras ficou em primeiro lugar no ranking como a petroleira mais sustentável do mundo, com a pontuação de 92,25%, conforme pesquisa da Management & Excellence (M&E). Foram descobertas as acumulações de óleo leve de Tiro-Sídon, em águas rasas na Bacia de Santos, e em 2 de setembro do mesmo ano, o navio-plataforma P-34 iniciou a primeira produção no pré-sal no campo de Jubarte, na Bacia de Campos, no litoral sul do estado do Espírito Santo. A produção iniciou-se através do poço 1-ESS-103A, com um volume diário de 18 mil barris.

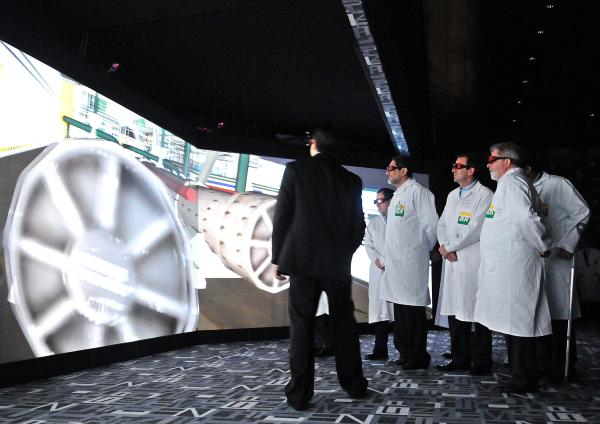
O presidente Luiz Inácio Lula da Silva e o prefeito do Rio de Janeiro, Eduardo Paes, em visita ao CENPES.

Em 2009, a empresa passou do vigésimo para o quarto lugar entre as empresas mais respeitadas do mundo, de acordo com o Reputation Institute e, em maio do mesmo ano, iniciou a produção de petróleo em Tupi, com uma interrupção em julho. e retomada em setembro.
Em 2014, a Petrobras devolveu a área em que realizou a primeira perfuração do pré-sal. O bloco BM-S-10, na Bacia de Santos, foi entregue à Agência Nacional do Petróleo, Gás Natural e Biocombustíveis (ANP), após a estatal não ter cumprido os prazos para declaração de comercialidade da área. Além das atividades da holding, o Sistema Petrobras também inclui subsidiárias - empresas com diretorias próprias, interligadas à sede. Além disso, há o Centro de Pesquisas Leopoldo Américo Miguez de Mello (CENPES), que adquiriu renome internacional nas últimas décadas pelas tecnologias que desenvolve.
Em 1 de abril de 2015, a Petrobras anunciou ter fechado um investimento de 3,5 bilhões de dólares (11,2 bilhões de reais na cotação do dia), com o Banco de Desenvolvimento da China. É o primeiro contrato dentro de um acordo de cooperação vigorou entre 2015 e 2016. Assim, a empresa tenta se reequilibrar financeiramente depois das difíceis crises dos últimos anos e dos escândalos de corrupção.
Em dezembro de 2017, pela primeira vez, o pré-sal respondeu por 50,7% do total de barris de petróleo e gás natural extraídos no país, segundo dados da Agência Nacional do Petróleo, Gás Natural e Biocombustíveis (ANP). Até 2012, o pré-sal ainda representava menos de 10% da produção total nacional. No final de 2014, correspondia a 25%. Em 2016, atingiu os 40% e desde então vem batendo sucessivos recordes. A produção nacional de petróleo cresceu 4%, para uma média de 2,622 milhões de barris diários, segundo a Agência Nacional de Petróleo, Gás Natural e Biocombustíveis (ANP). Alavancada pelo pré-sal, a Bacia de Santos teve crescimento de 29% na produção de óleo e gás em 2017, para 1,434 milhão de BOE/dia. A região ostenta, desde setembro, o posto de maior bacia produtora do país. Os dados da ANP sugerem que, mantida a tendência dos últimos meses, Santos deve se consolidar no topo do ranking em 2018. Em 2016, na média, a Bacia de Campos manteve-se na liderança, com 1,510 milhão de BOE/di. Em 2017, a Petrobras teve participação de 77,8% na produção nacional de petróleo.
Em maio de 2019, foi anunciado o fim do Prêmio Petrobrás de Jornalismo, que tinha sido criado em 2013, em comemoração aos 60 anos da empresa.
Em maio de 2019, o Conselho Administrativo de Defesa Econômica (Cade) e a Petrobras celebram um Termo de Compromisso prevendo obrigatoriedade de alienação de 8 de suas 13 refinarias para incentivar a entrada de novos agentes econômicos no mercado e fomentar a competitividade, tendo sido vendidas 3 (RLAM, Reman e SIX). No mesmo ano, um outro TCC foi assinado, pelo qual a estatal se comprometia a vender ativos ligado ao mercado de gás natural, o qual resultou na venda da TAG e da Gaspetro. No entanto, em 2024, o Cade revisou os acordos, desobrigando as vendas, após a estatal enfrentar dificuldades para encontrar compradores que atendessem aos requisitos estabelecidos pelo TCC. 
De 2015 a 2022, a Petrobras realizou a venda de ativos num total de cerca de R$ 243,7 bilhões em bens da companhia. Entre esses negócios, estão as vendas da da Petrobras Argentina (2016), dos gasodutos do Sudeste da Nova Transportadora do Sudeste (NTS) (2017), da malha de gasodutos do Norte e Nordeste da Transportadora Associada de Gás (TAG) (2019), da Liquigás (2020), BR Distribuidora (2021), da Refinaria Landulpho Alves (RLAM) (2021), da Gaspetro (2022), da Refinaria Isaac Sabbá (Reman) (2022), da Refinaria Clara Camarão (RPCC) e do Polo Potiguar (2022), da Unidade de Industrialização do Xisto (SIX) (2022), dentre outras participações acionárias. 
Segundo a companhia, o plano foi adotado para gerar recursos para pagamento de dívidas e reforçar investimentos na exploração de petróleo no pré-sal, embora houvesse críticas sobre a forma como essa venda afetaria as políticas de energia e de petroquímica no país.
No início de 2024 a Petrobras recebeu pela quinta vez o Distinguished Achievement Award da Offshore Technology Conference. A premiação se deveu ao Programa de Renovação na Bacia de Campos.

### Logos

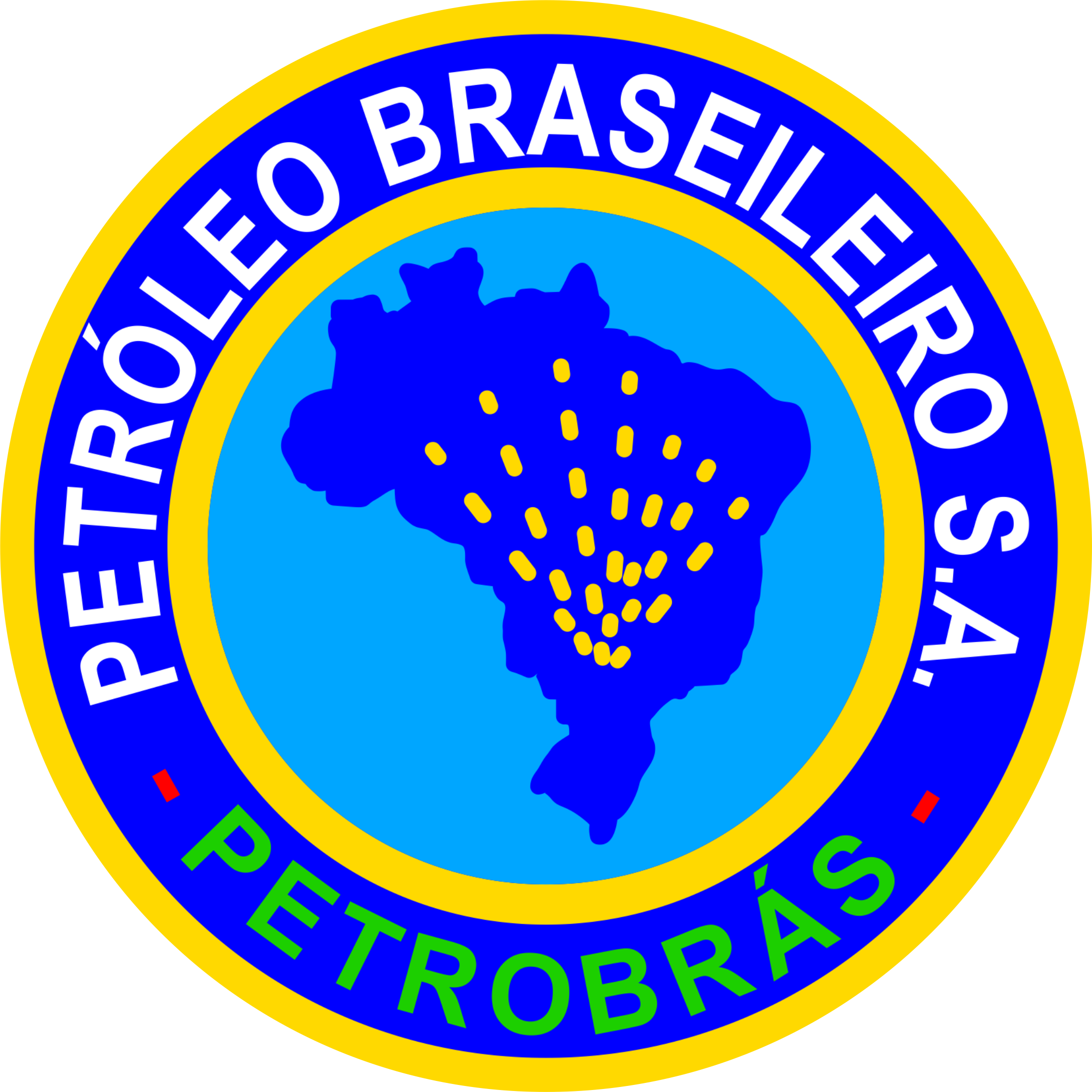
Emblema clássico usado em mídias nos primeiros anos da empresa.
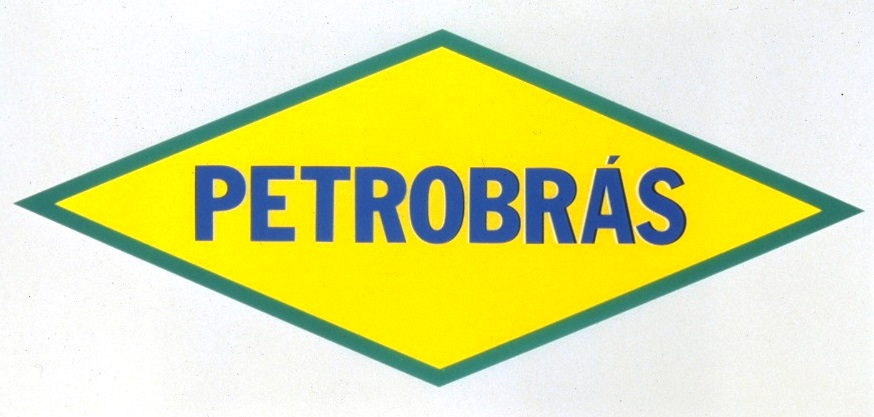
Logomarca usada de 1958 a outubro de 1972
Logo usada durante a década de 1980.
Logo 1994-atualidade.

## Estrutura

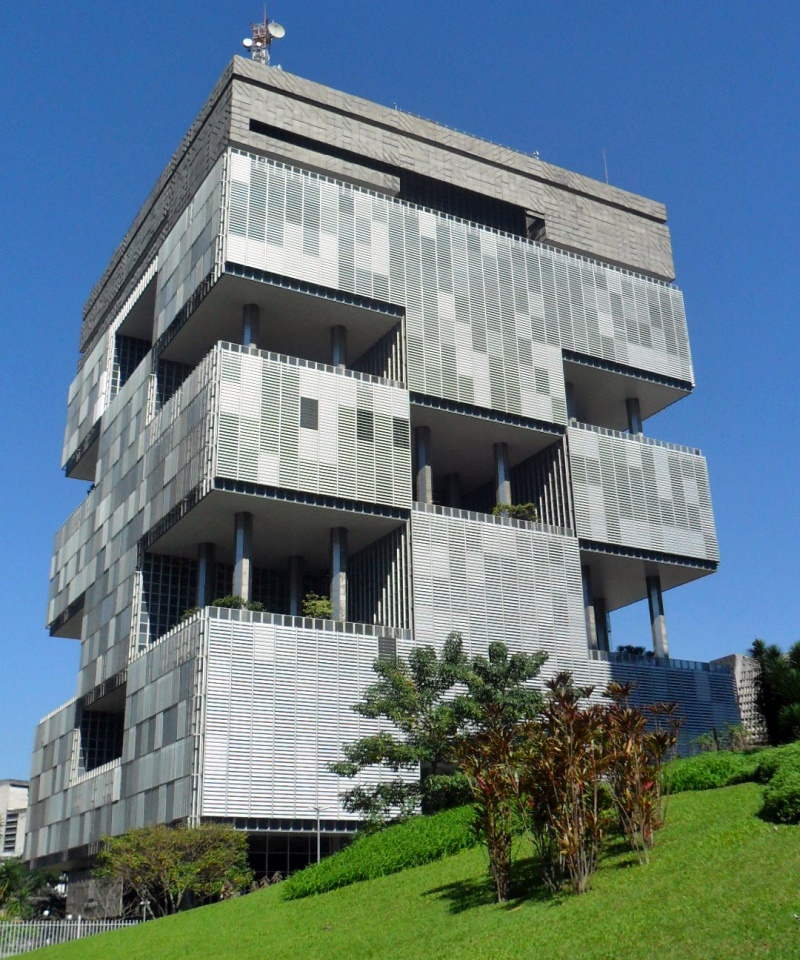
Fachada do edifício-sede da empresa no Rio de Janeiro.

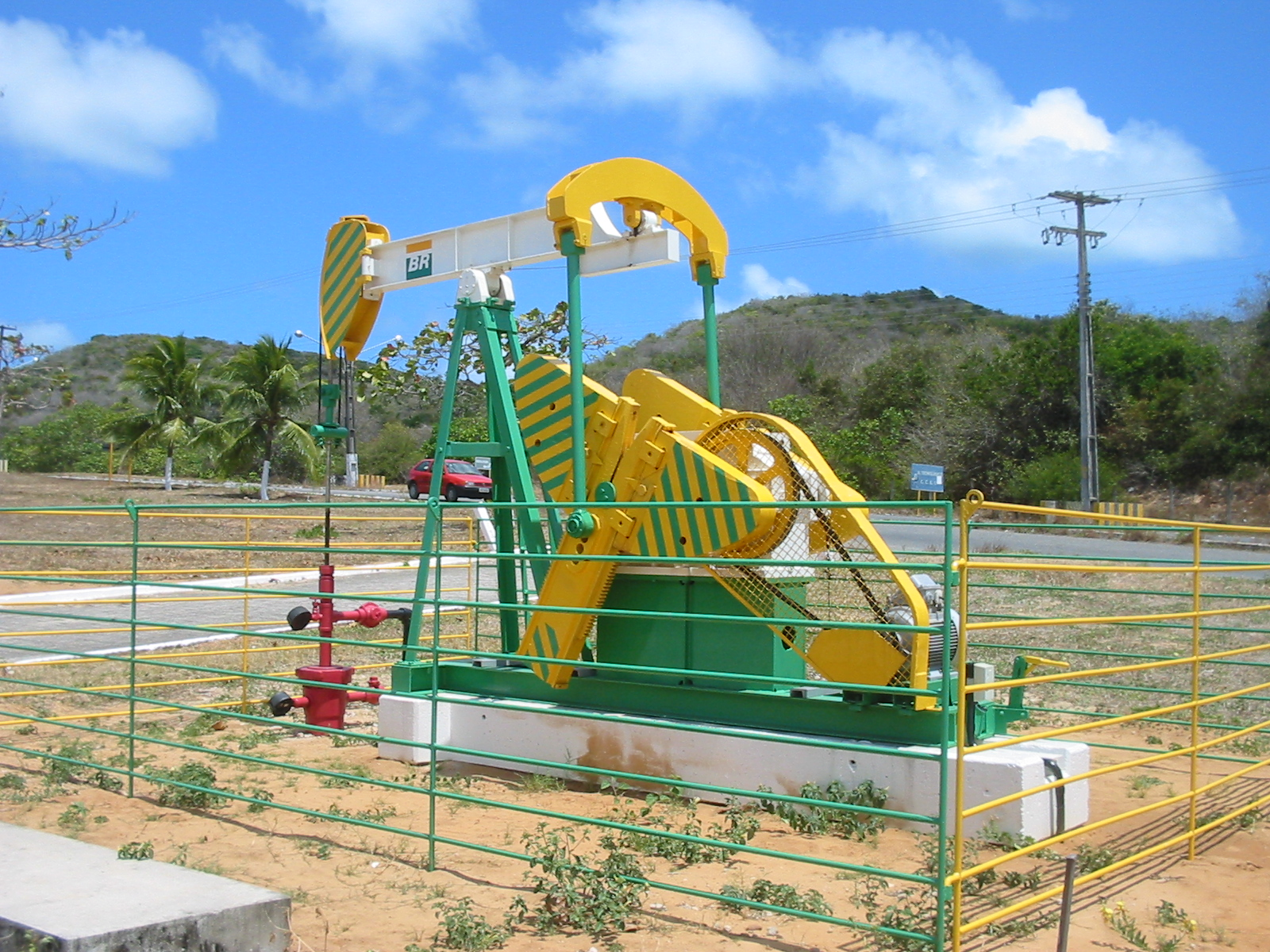
Bomba de petróleo desativada (Unidade de Bombeio Mecânico vulgarmente conhecido por "cavalo de pau") da empresa em exibição na Universidade Federal do Rio Grande do Norte em Natal.

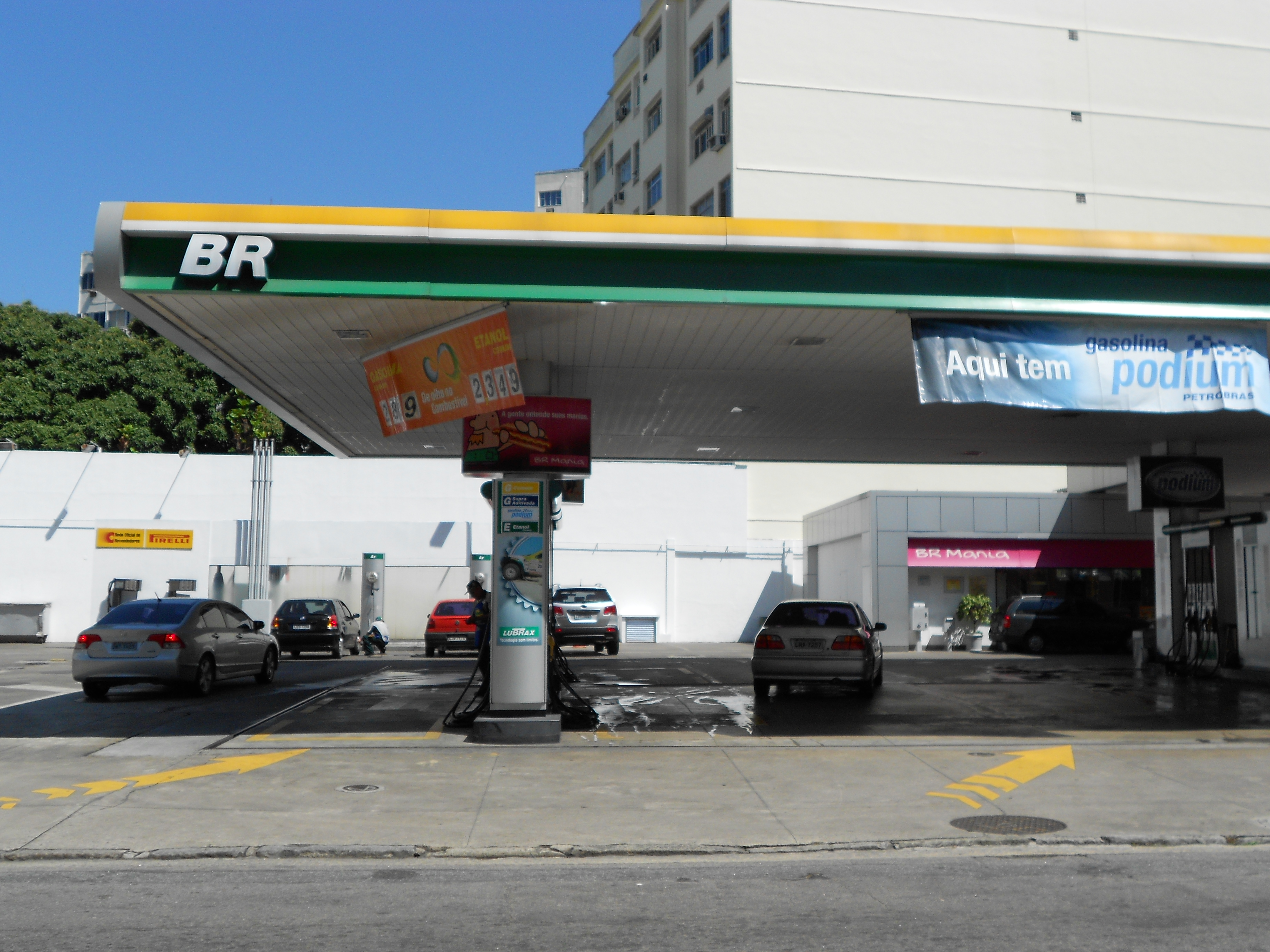
Posto da Petrobras em Laranjeiras, Rio de Janeiro.

### Números
- Exploração - 20 sondas de perfuração (terra e mar)
- Reservas provadas- 10,47 bilhões de barris de óleo e gás equivalente (boe)
- Poços produtores - 5 003
- Plataformas de produção em operação - 56
- Produção diária - 2,14 milhões de barris de petróleo e 84,6 milhões de m³/dia de gás natural
- Produção de derivados - 1 743 mbbl por dia
- Dutos - 7 768 km
- Gasodutos - 2 643 km
- Refinariasː 11
- Terminaisː 65 (38 próprios)
- Terminais de regaseificaçãoː 3
- Frota de navios - 110 (26 de propriedade da Petrobras)
- Lucro líquido: 188,3 bilhões de reais
- Empregados: 45 149

Dados referentes a 2022

### Principais empresas do Grupo
- Petrobras Transporte (Transpetro), cuja finalidade é operar a rede de transportes
- Transportadora Brasileira Gasoduto Bolívia-Brasil – TBG
- PBio, empresa que atua no setor de biocombustíveis[5]
- Braskem, empresa petroquímica joint-venture com a Organização Odebrecht (atual Novonor).[82]
- Petrobras Logística de Exploração e Produção - PB-LOG
- Petrobras International Braspetro - PIB BV
- Petrobras International Finance Company - PIFCo
- Araucária Nitrogenados
- Braspetro Oil Services Company - Brasoil
- Baixada Santista Energia

### Pessoal
Por ser parte da administração pública indireta, a Petrobras contrata pessoal por meio de processos seletivos públicos, análogos a concursos públicos em empresas de economia mista. Suas relações de trabalho são regidas pelo regime da Consolidação das Leis do Trabalho complementado por Acordos Coletivos de Trabalho celebrados entre a Companhia e entidades sindicais.[carece de fontes?]

### Desempenho operacional e acionário

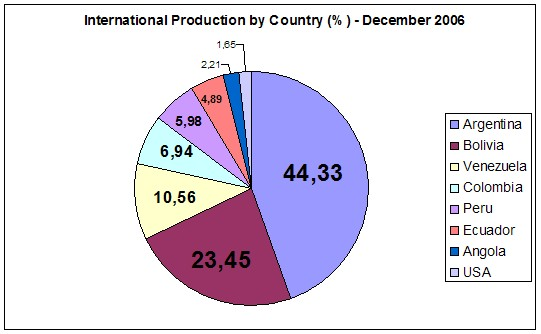
Gráfico mostrando informações sobre as operações globais da Petrobras.

Em 2006, a Petrobras entrou para o seleto grupo de empresas cujo valor de mercado em bolsa superava cem bilhões de dólares. A empresa estatal Petrobras foi a empresa de capital aberto mais lucrativa da América Latina nos nove primeiros meses do ano de 2007, constatou a consultoria Economática. De janeiro a setembro desse ano, a Petrobras lucrou 8,951 bilhões de dólares. O segundo lugar foi da mineradora Vale do Rio Doce, com 8,481 bilhões de dólares.
Em 2007, a Petrobras obteve um lucro de 21,7 bilhões de reais, uma queda de 17% em relação ao de 2006, que foi o maior lucro da história da empresa e, segundo análise da consultoria Economática, foi o maior lucro nos últimos 20 anos jamais obtido dentre todas as empresas de capital aberto na América Latina. O valor das ações da Petrobras subiu 1200% entre maio de 1997 e junho de 2007 e a empresa obteve um lucro recorde em 2006 de 25,9 bilhões de reais, ano em que se tornou a oitava maior empresa de petróleo do mundo.

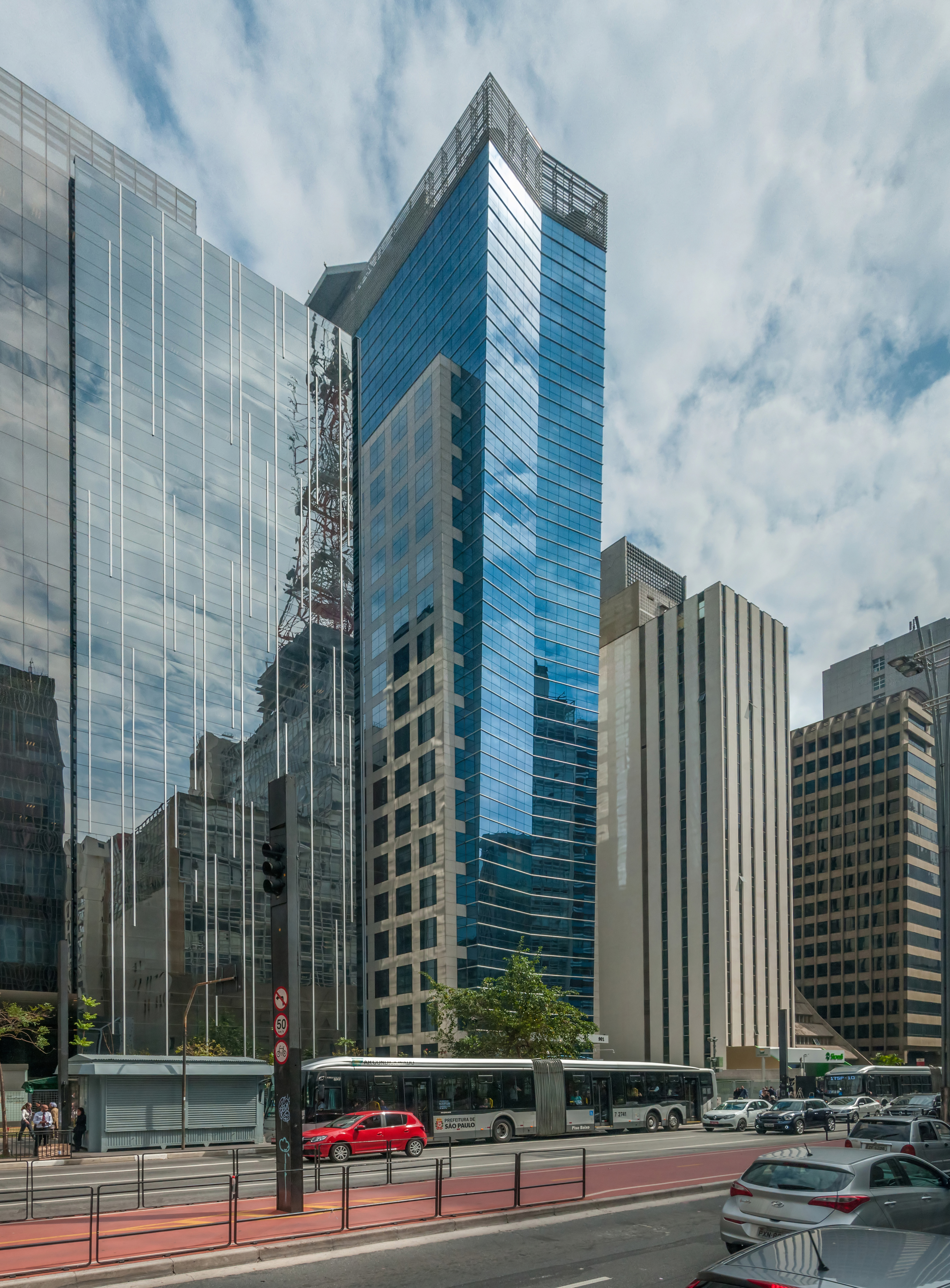
Arranha-céu da Petrobras na Avenida Paulista, na cidade de São Paulo.

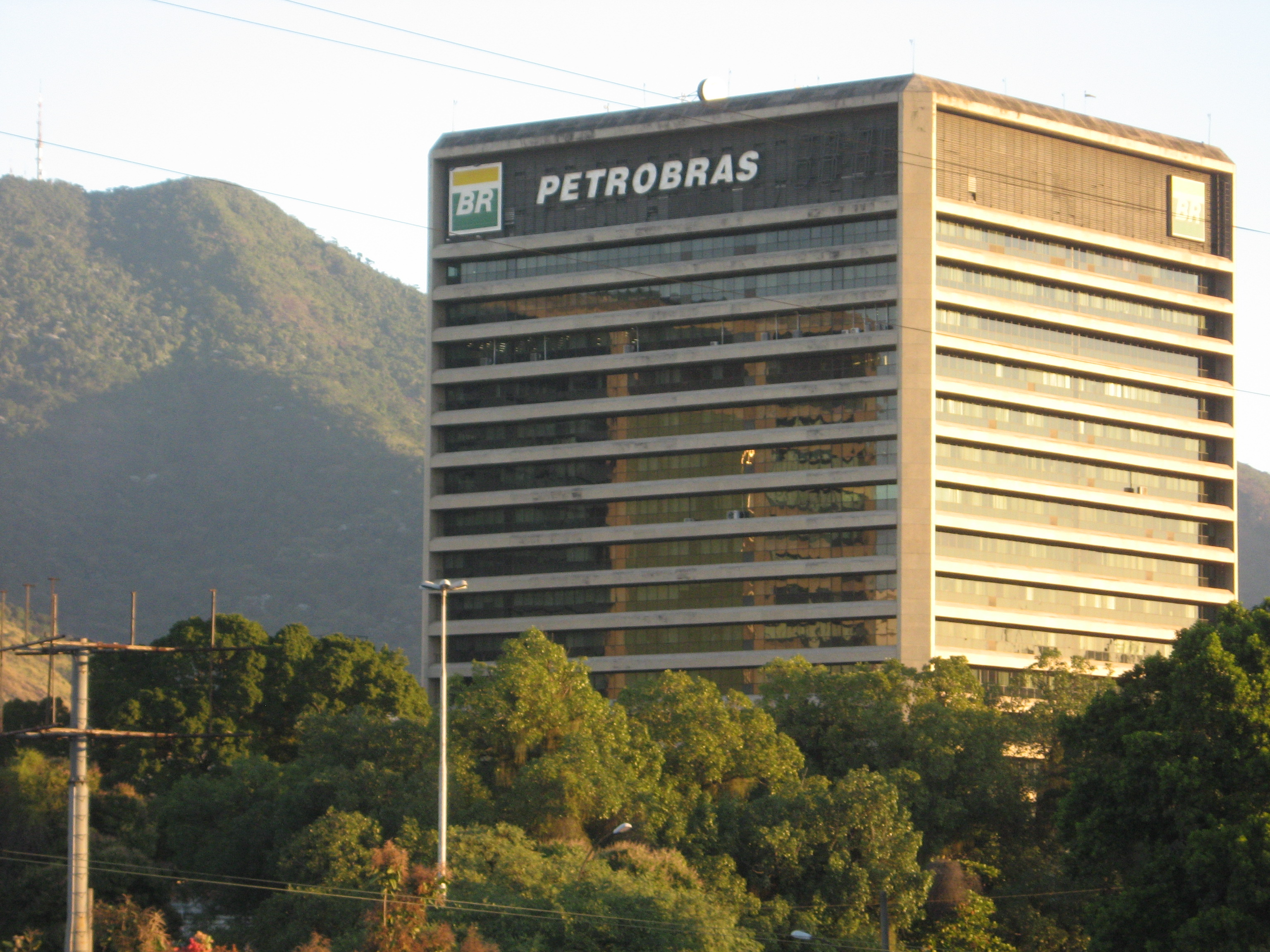
O Edifício Horta Barbosa - EDIHB - próximo ao Maracanã, no Rio de Janeiro, é um dos prédios da Petrobras na cidade.

No dia 8 de novembro de 2007, após o anúncio da descobertas das reservas de Tupi, o valor internacional de mercado da Petrobras subiu 48,3 bilhões de reais (28,3 bilhões de dólares) num único dia, com a confirmação da megarreserva de petróleo leve na Bacia de Santos. Seu novo valor internacional de mercado, 385,1 bilhões de reais (221,9 bilhões de dólares), alçou então a Petrobras à sexta posição entre as maiores companhias nos Estados Unidos, à frente de gigantes como Procter & Gamble, Google, Berkshire Hathaway e Cisco Systems.
Em 2008 a Petrobras ultrapassou a Microsoft, tornando-se a terceira maior empresa do continente americano em valor de mercado, segundo a consultoria Economática. No mesmo ano, a estatal tornou-se a terceira empresa mais lucrativa das Américas, exceto o Canadá, superando a Vale. Em setembro de 2010, de maneira a conseguir financiamento próprio para a exploração da camada de pré-sal, a Petrobras realizou uma capitalização de 120 bilhões de reais, através da oferta de ações no mercado financeiro, a maior já realizada no mundo. Em agosto de 2011 a empresa quebrou mais dois recordes de lucro líquido, 10,94 bilhões de reais no segundo trimestre do ano, e também o recorde de 21,9 bilhões de reais no primeiro semestre do ano.
Em outubro de 2013, no entanto, a empresa foi classificada como a mais endividada do mundo, segundo relatório do Merrill Lynch. Em junho de 2015, a dívida da estatal subiu para mais 100 bilhões de reais em razão da alta do dólar que havia superado 4 reais. As estimativas foram feitas pela consultoria Economática.
Em setembro de 2015, a Petrobras teve um prejuízo de 3,8 bilhões de reais. De acordo com a Petrobras, o prejuízo ocorreu por uma série de fatores, como os efeitos da depreciação cambial, que geraram maiores despesas financeiras. Houve também peso com processos trabalhistas e tributários, no total de 2,3 bilhões de reais. Outro ponto destacado pela estatal foi o total de gastos com "baixas de poços secos e subcomerciais", de 668 milhões de reais, e ainda uma despesa adicional, de 270 milhões de reais, com a devolução de campos à Agência Nacional de Petróleo (ANP).
Em 2022, durante o Governo Jair Bolsonaro sob a presidência de Caio Paes de Andrade a Petrobras obteve o maior lucro líquido de sua história, registrando 188,3 bilhões de reais, distribuindo 215,7 bilhões de reais em dividendos, sendo a segunda maior pagadora de dividendos do mundo.
Em 2023, durante o Governo Lula sob a gestão de Jean Paul Prates registrou seu segundo maior lucro histórico, 124,6 bilhões de reais. Resultado 33,8% inferior ao registrado em 2022. Segundo a empresa, essa queda está ligada à redução no preço internacional do petróleo. 

#### Resultados financeiros e operacionais
| Ano  | Lucro líquido (R$ bilhões) | Receita líquida (R$ bilhões) | Ativos (R$ bihões) | Endividamento (R$ bilhões) | Produção de petróleo (bpd milhões) |
| ---- | -------------------------- | ---------------------------- | ------------------ | -------------------------- | ---------------------------------- |
| 2013 | 23,57                      | 304,89                       | 752                | 249                        | 1,931                              |
| 2012 | 21,18                      | 281,37                       | 669                | 181                        | 1,980                              |
| 2011 | 33,31                      | 244,18                       | 599                | 136,6                      | 2,170                              |
| 2010 | 35,19                      | 211,84                       | 516                | 100,9                      | 2,156                              |
| 2009 | 28,98                      | 182,71                       | 350                | 86,9                       | 2,113                              |
| 2008 | 32,99                      | 215,12                       | 292                | 50,9                       | 1,980                              |

### Política de preços de combustíveis
A composição de preços dos combustíveis até 2016 considerava a variação do petróleo no mercado internacional e os custos de produção de petróleo no Brasil, de forma que a Petrobras segurava impactos de oscilações dos preços no mercado internacional para o consumidor brasileiro. Neste sentido, dependendo da diferença dos preços, essa política de preços fazia com que a Petrobras operasse com lucros reduzidos ou com prejuízos no mercado interno, ao fornecer combustíveis por um valor abaixo do que ela havia pagado para importar, gerando desvantagens para seus investidores e acionistas.
A partir de 2016, após a promulgação da lei 13.303/2016 que dispõe sobre o estatuto jurídico da empresa pública, da sociedade de economia mista e de suas subsidiárias, no âmbito da União, dos Estados, do Distrito Federal e dos Municípios, durante o governo Temer, a Petrobras passou por grande transformação, visando proteger seus acionistas e reduzir o impacto e influência política na estrutura e diretrizes da estatal, como resultado dos grandes escândalos de corrupção e prejuízos acumulados divulgados pela Operação Lava Jato. Em outubro de 2016, passou a adotar a política Preços de Paridade Internacional (PPI), que vincula o preço dos derivados de petróleo nas refinarias ao comportamento do preço dos produtos em dólares no mercado internacional.
Esta alteração conseguiu em poucos anos reverter todos os prejuízos acumulados pela empresa, gerando lucros recordes para a companhia e altos dividendos aos seus acionistas, distribuindo mais de R$48 bilhões em dividendos somente em 2022.
A nova política de preços gerou forte impacto econômico e político no Brasil, intensificado pela alta do dólar, a pandemia e conflitos militares em regiões produtoras, que têm alavancado o preço do barril do petróleo no mercado internacional. Durante o governo Bolsonaro os preços dos combustíveis têm subido acima da inflação e contribuído para a alta de preços de alimentos e demais produtos, dada a dependência brasileira do diesel e do transporte no modal rodoviário.
Com as fortes altas nos preços dos combustíveis, a grande repercussão na mídia e impactos na inflação brasileira, a Petrobras lançou grande campanha publicitária para reforçar os lados positivos da empresa e o detalhamento da formação dos preços dos combustíveis no Brasil.

## Exploração de petróleo

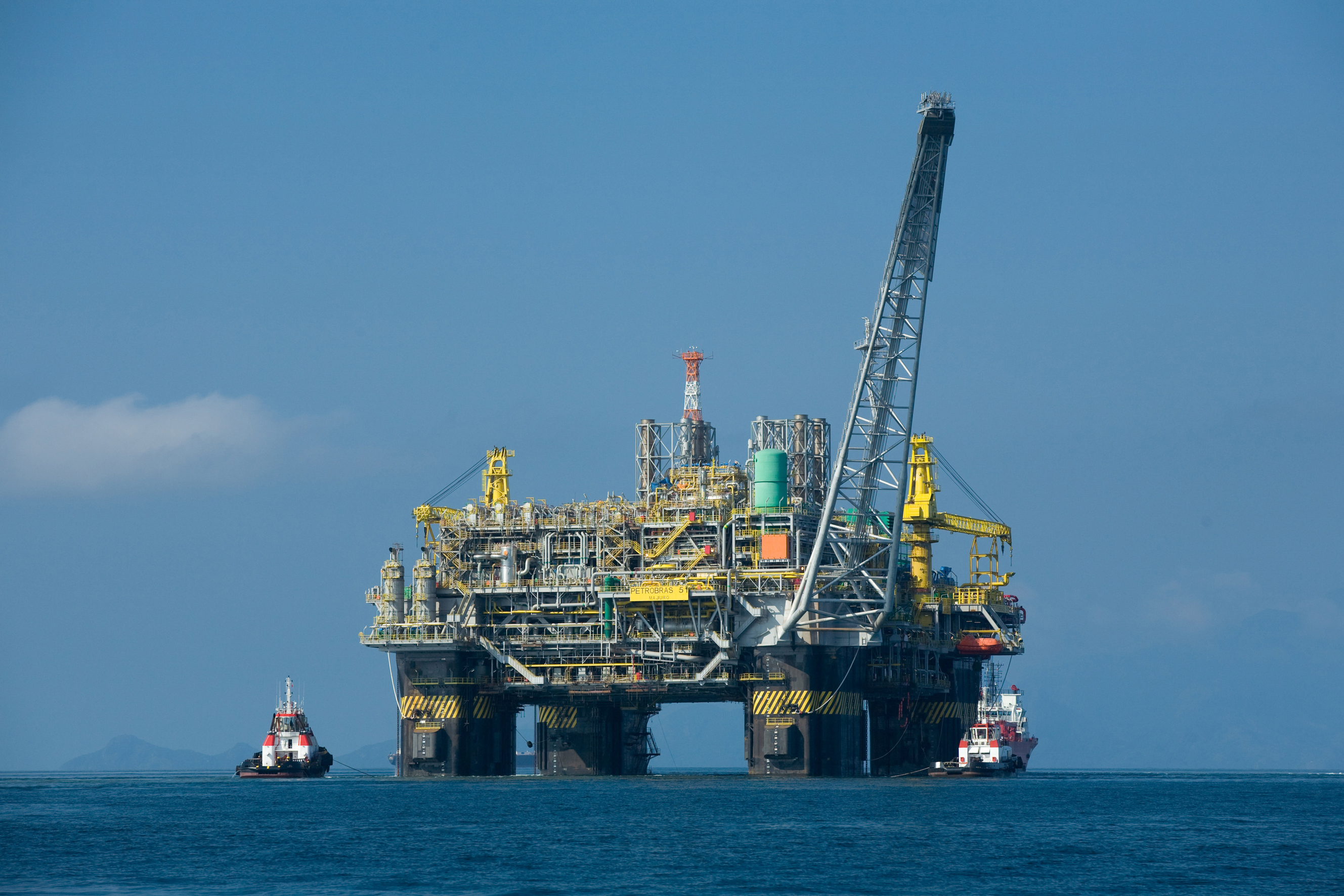
Plataforma petrolífera P-51 da Petrobras

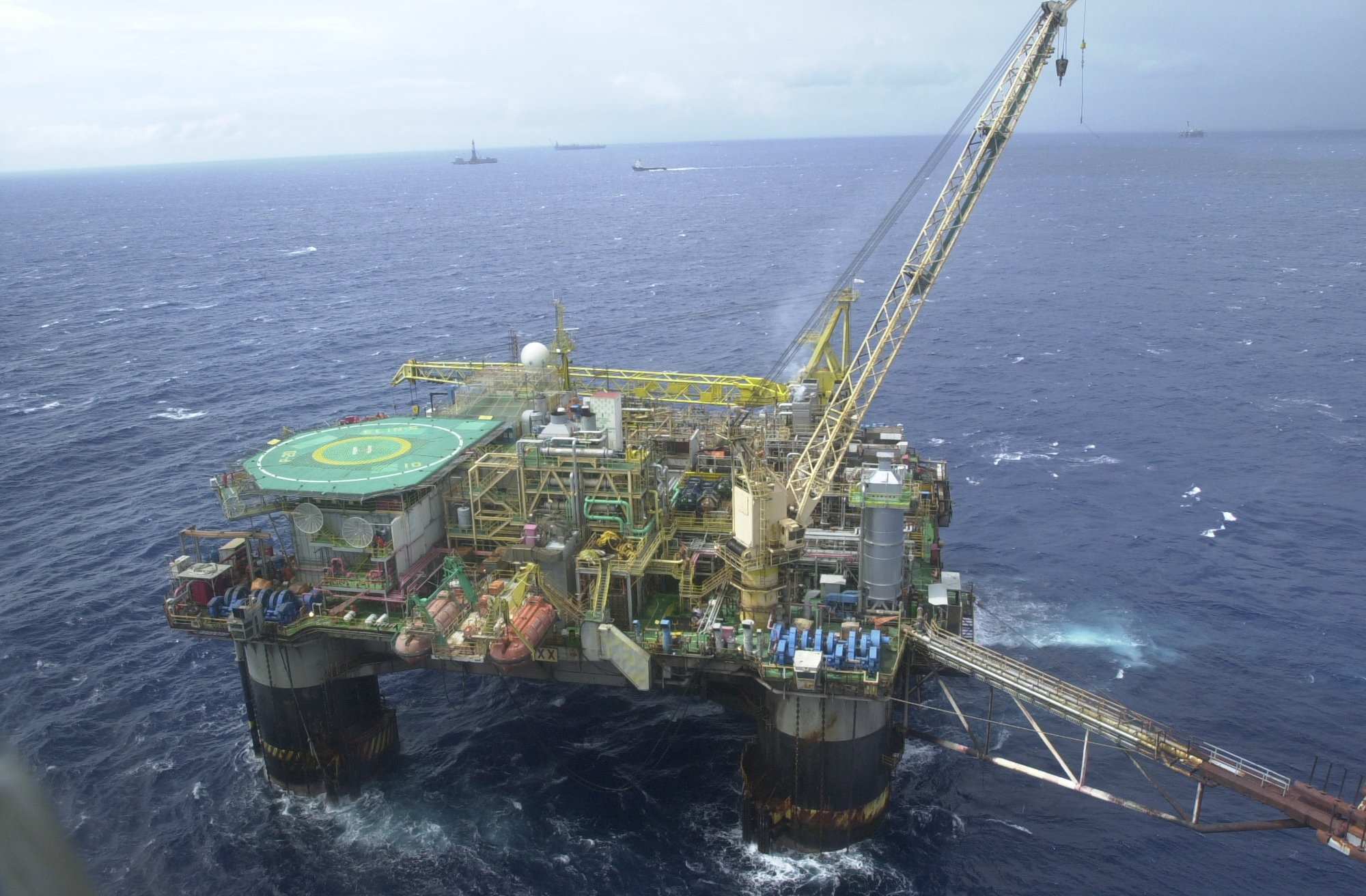
Plataforma petrolífera P-20, da Petrobras: a exploração de petróleo em águas profundas tornou a empresa numa referência mundial.

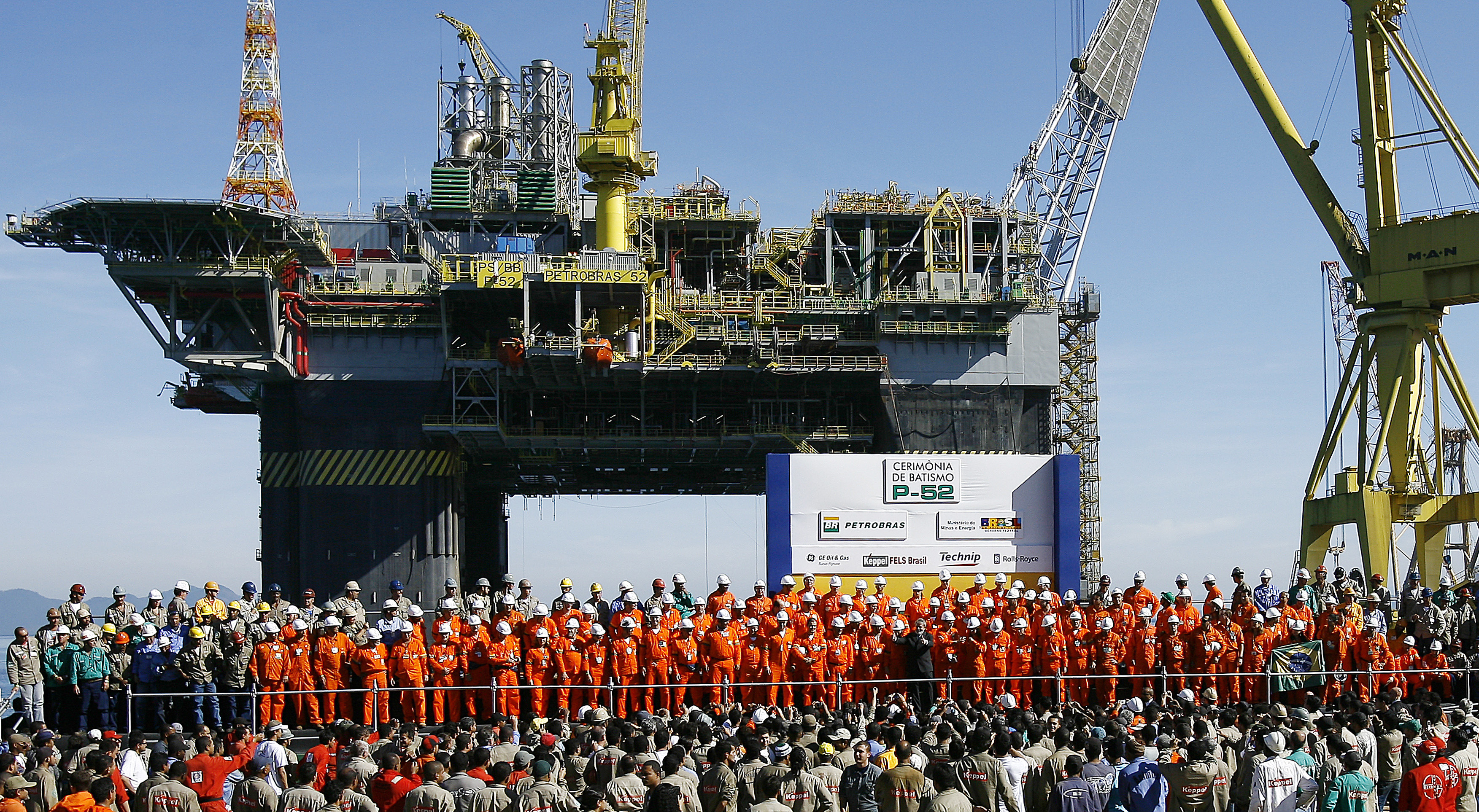
Cerimônia de batismo da Plataforma P-52 da Petrobras em Angra dos Reis (RJ).

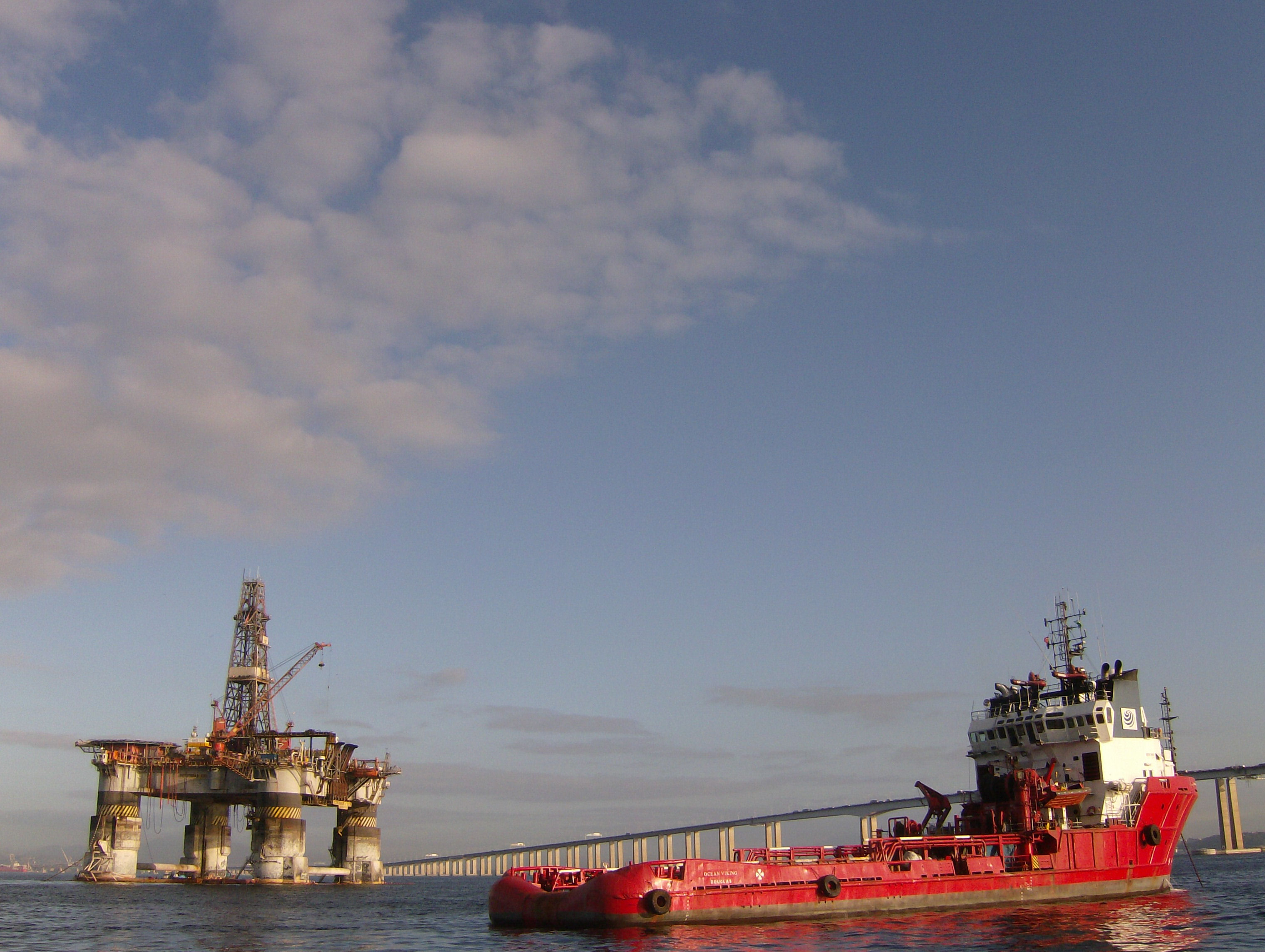
Plataforma da empresa próximo à Ponte Rio-Niterói

### Águas profundas
A Petrobras é referência internacional na exploração de petróleo em águas profundas, para a qual desenvolveu tecnologia própria, pioneira no mundo, sendo a líder mundial deste setor. O seu projeto Roncador recebeu, em março de 2001, o "Distinguished Achievement Award - OTC'2001", da Offshore Technology Conference, tornando-se uma referência tecnológica para o mundo do petróleo e confirmando a liderança da Petrobras em águas profundas.
A Petrobras bateu sucessivos recordes de profundidade por lâmina de água em extração de petróleo: 174 m em 1977 no campo Enchova EN-1 RJS; 189 m em 1979 no campo Bonito RJS-36; 293 m em 1983 no campo Piraúna RJS-232; 383 m em 1985 no campo Marimbá RJS-284; 492 m em 1988 no campo Marimbá RJS-3760; 781 m em 1992 no campo Marlim MRL-9; 1 027 m em 1994 no campo Marlim MRL-4; 1 709 m em 1997 no campo Marlim MLS-3; 1 853 m em 1999 no campo Roncador RJS-436; 1 877 m em 2000 no campo Roncador RO-8 e 1 886 m em 2003 no campo Roncador RO-21.
Em 2007 a Petrobras manteve o recorde mundial de profundidade em perfuração no mar, com um poço em lâmina d'água de 2 777 metros. A Petrobras exporta tecnologia de exploração em águas profundas para vários países - a maioria dos métodos de colocação de tubos a grandes profundidades, como a instalação de risers flexíveis sem mergulhadores e os métodos de colocação vertical de sistemas de conexão em forma de "J" previamente amarrados à Árvore de Natal Molhada (ANM); na verdade, foram desenvolvidos em estreita colaboração com a Petrobras, e foram patenteados pela empresa francesa Coflexip.
Em 2022, 96% da produção de petróleo bruto da Petrobras veio de águas profundas e do pré-sal.

### Plataformas petrolíferas
A P-50 é um FPSO, sigla de Floating, Production, Storage and Offloading, unidade que possui a característica de produzir, processar, armazenar e escoar óleo e gás. Localizada no campo de Albacora Leste, ao norte da Bacia de Campos (RJ), a P-50 é a unidade flutuante de maior capacidade do Brasil, podendo produzir até 180 mil barris diários de petróleo e apresentando capacidade para comprimir seis milhões de metros cúbicos de gás natural e estocar 1,6 milhão de barris de petróleo. A plataforma tem comprimento de 337 metros, calado (altura submersa) de 21 metros e 55 metros de altura total (equivalente à de um prédio de dezoito andares).
A P-55, a maior do tipo semissubmersível, atuará no Campo de Roncador, localizado na Bacia de Campos, onde fica ancorada em profundidade de 1 800 metros e terá, no total, 18 poços a ela ligados. É destinada à produção de 180 mil barris de óleo por dia e 4,5 milhões de metros cúbicos de gás natural por dia. Em sua construção, foram investidos quase 2 bilhões de dólares. O casco foi montado no estaleiro em Suape (Pernambuco) e levado para o estaleiro em Rio Grande, onde atualmente se encontra em fase final de montagem, com a união do casco com as outras partes pré-montadas, como o convés, cujo peso é estimado em 17 mil toneladas. O projeto segue os moldes da P-53 e da P-58, as primeiras plataformas cujas montagens - embora parciais - foram realizadas no solo brasileiro.
Em 2023, as plataformas com maior produção de óleo e gás do Brasil eram da Petrobrasː FPSO Carioca (Mv-30); P-70; P-75; P-77; P-76; FPSO Cidade de Maricá; P-74; FPSO Cidade de Itaguaí; P-67; e P-66.

### Campo petrolíferos

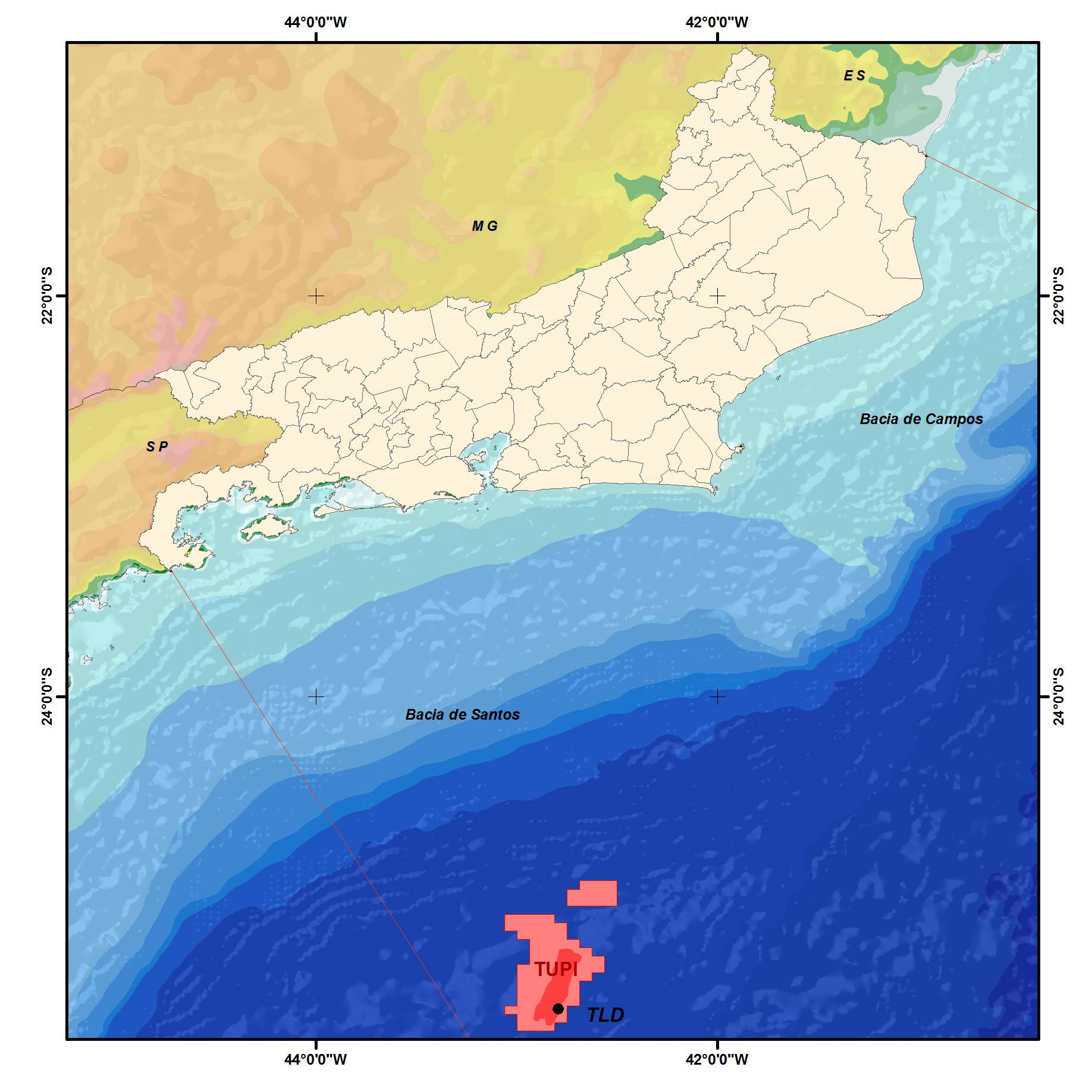
Localização do Campo petrolífero de Tupi em relação ao estado do Rio de Janeiro.

A Petrobras foi a primeira empresa petrolífera do mundo a explorar a camada pré-sal, uma camada que fica sob cerca de 2 000 metros de sal, depositado no subsolo do leito oceânico. A Petrobras já identificou pelo menos dez reservas potenciais para explorar petróleo sob a crosta de sal, contendo reservas prováveis de 12 bilhões de barris de óleo equivalente ("boe" - medida que inclui óleo e gás). No bloco BM-S-11, onde estão os poços gigantes Tupi e Tupi Sul, outros dois reservatórios já foram encontrados, e batizados de Iara e Iracema. A empresa portuguesa Petrogal tem participação de 10% em Tupi. Além de Tupi, Tupi Sul, Iara e Iracema, a Petrobras e seus parceiros encontraram petróleo no poço Carioca (BM-S-9). As três últimas descobertas ainda não foram alçadas à categoria de campos petrolíferos, sendo chamados de prospectos, isto é, áreas onde há boas indicações da existência de reservas.
A Petrobras anunciou, em 22 de agosto de 2008, que o custo de extração por barril das reservas de petróleo do pré-sal será "extremamente econômico", de acordo com Antonio Carlos Pinto, gerente de concepção de projetos da empresa. Porém, para sua extração, o preço do petróleo no mercado mundial precisa estar em um certo patamar, caso contrário a retirada de petróleo no pré-sal será inviável economicamente. Em 1 de maio de 2009, a empresa iniciou a produção de petróleo do pré-sal em Tupi, como parte do procedimento chamado "teste de longa duração". A produção foi interrompida em julho, mas foi retomada em setembro de 2009, sem efeitos concretos até o momento.
O consultor da área de petróleo Arthur Berman, em um artigo na revista World Oil, estimou que o potencial do o bloco BM-S-9, conhecido como "Carioca", seria cinco vezes maior que o megacampo de Tupi, ou cerca de 33 bilhões de barris, reconhecendo que esse número é "altamente especulativo", mas "um palpite crível". Em uma conferência que proferiu no dia 14 de abril de 2008, o diretor-geral da Agência Nacional do Petróleo, Haroldo Lima, revelou esses dados aos brasileiros. Lima ressaltou que as informações eram preliminares, oriundas de fontes da Petrobras. O BM-S-9 é operado pelo consórcio Petrobras, que tem 45% do campo, a British Gas, com 30%, e a Repsol, com 25%. Lima declarou que "...seria a maior descoberta feita no mundo nos últimos 30 anos e seria também o terceiro maior campo do mundo na atualidade." Este comentário gerou na ocasião grande especulação no mercado de petróleo. No dia 14 de abril de 2008, a Agência Nacional de Petróleo divulgou que a Petrobras poderia ter descoberto o terceiro maior campo de petróleo do mundo.
Em 2022, os principais campos em produção da Petrobras eramː Tupi, Búzios, Jubarte, Roncador, Marlim Sul, Sapinhoá, Atapu, Sépiam, Marlim Leste e Tartaruga Verde.

### Refinarias e petroquímicas
Região Nordeste

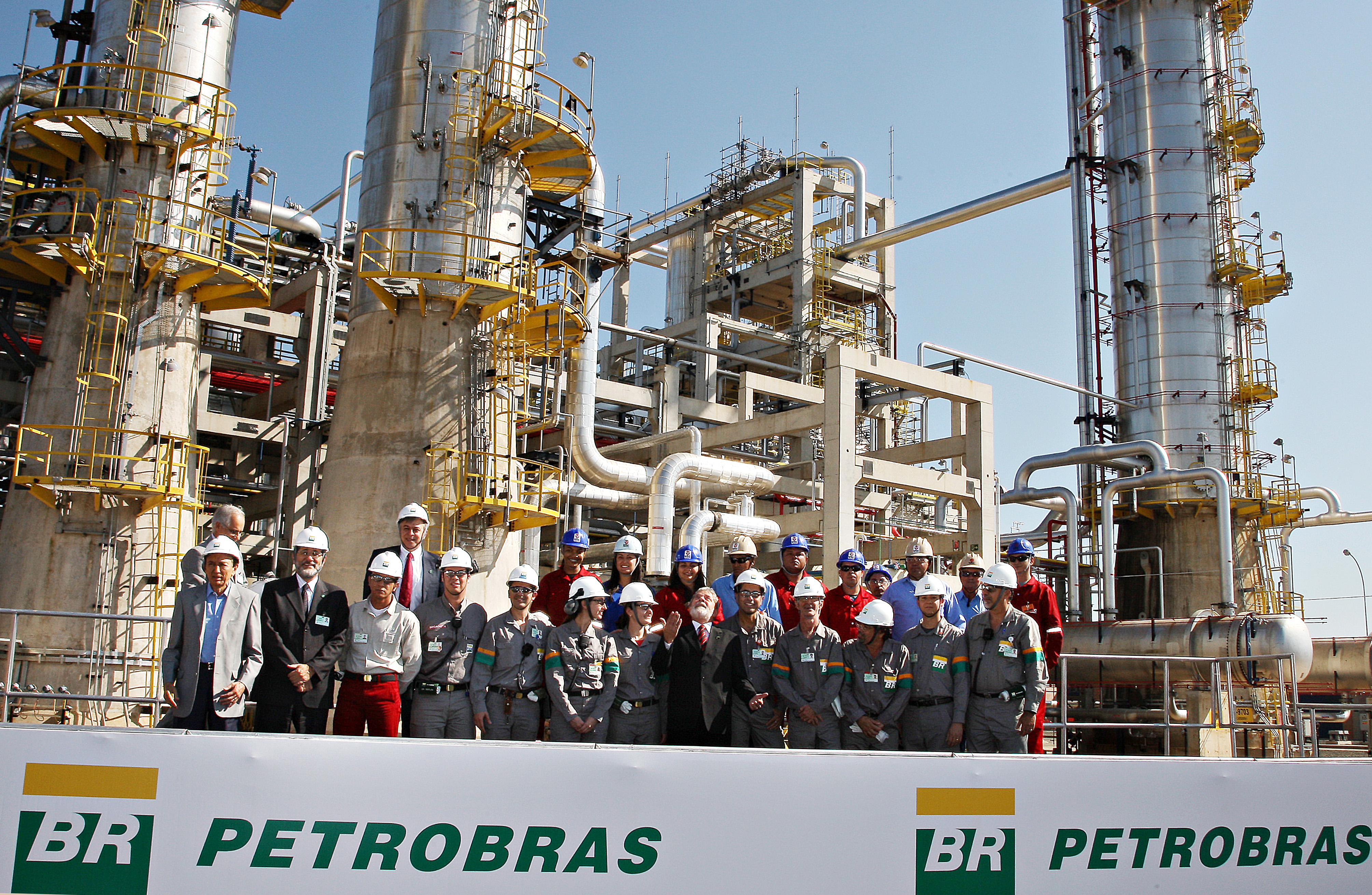
REPLAN, em Paulínia, São Paulo, a maior refinaria em processamento de petróleo da Petrobras.

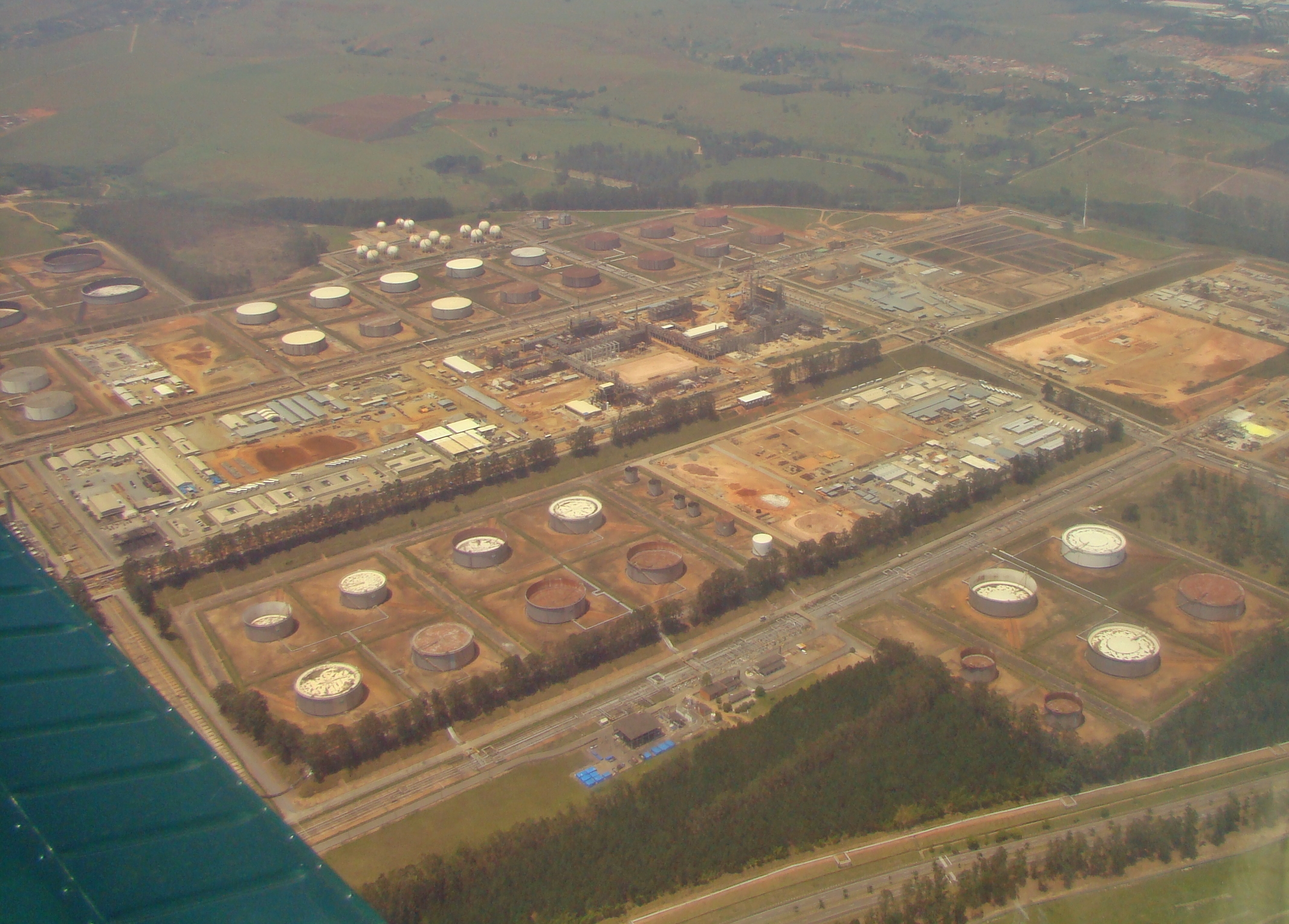
Vista aérea da Refinaria Henrique Lage, em São José dos Campos, São Paulo.

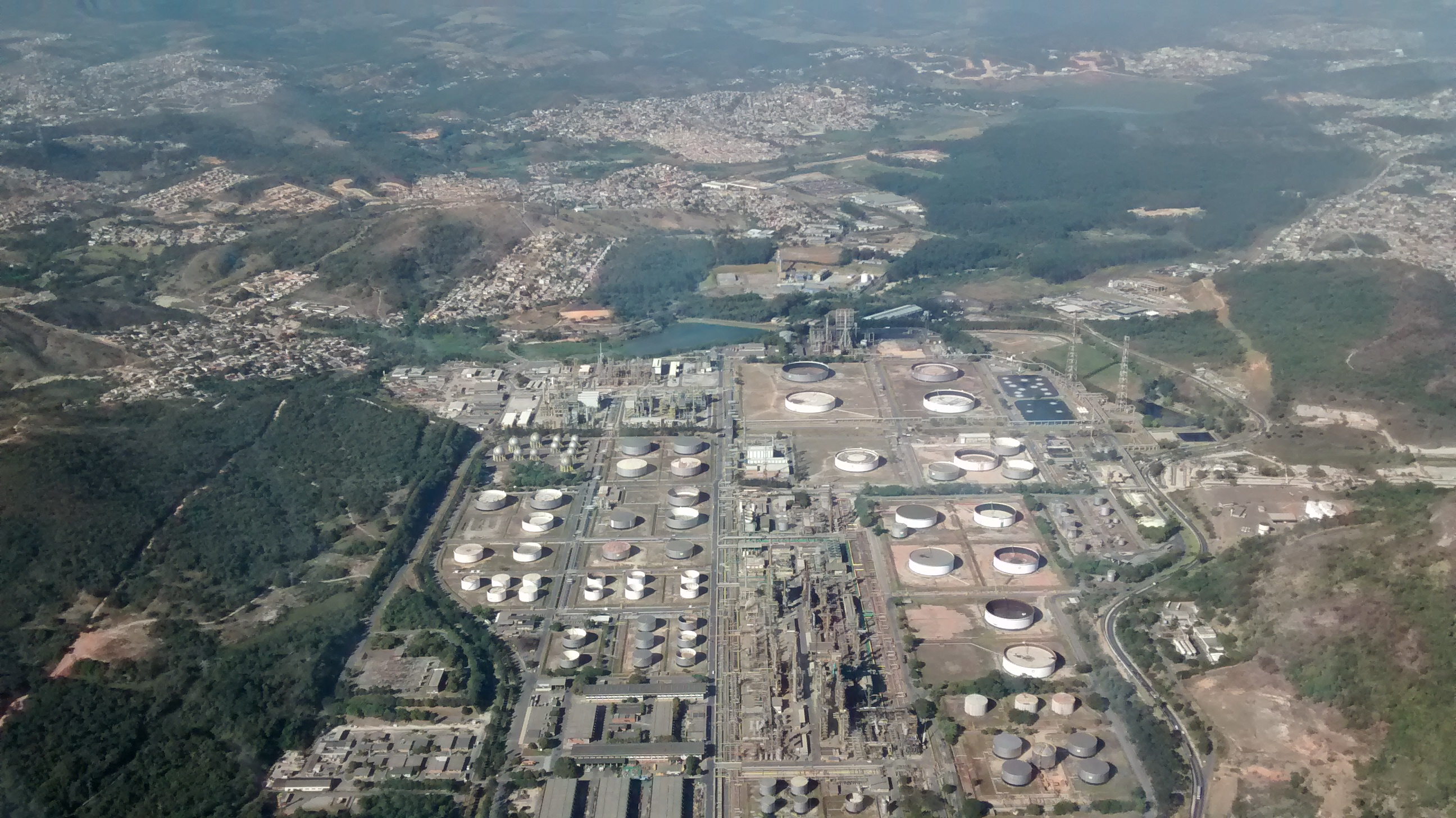
Refinaria Gabriel Passos, entre Betim e Ibirité, Minas Gerais.

- LUBNOR — Lubrificantes e Derivados de Petróleo do Nordeste — Fortaleza (Ceará)  — 8. 000 bpd[135]
- RNEST — Refinaria Abreu e Lima — Ipojuca (Pernambuco) — 230 000 bpd — início das atividades do trem 1 em novembro de 2014; trem 2 em projeto[136]

Região Sudeste
- REGAP — Refinaria Gabriel Passos — Betim (Minas Gerais) — 150.000 bpd
- REPLAN — Refinaria de Paulínia — Paulínia (São Paulo) — 415 000 bpd
- REVAP — Refinaria Henrique Lages — São José dos Campos (São Paulo) — 252 000 bpd
- RPBC — Refinaria Presidente Bernardes — Cubatão (São Paulo) — 178 000 bpd
- RECAP — Refinaria de Capuava — Mauá (São Paulo)- 53 000 bpd
- REDUC — Refinaria de Duque de Caxias — Duque de Caxias (Rio de Janeiro) - 239 000 bpd

Região Sul
- REPAR — Refinaria Presidente Getúlio Vargas — Araucária (Paraná) - 207.563 bpd
- REFAP — Refinaria Alberto Pasqualini — Canoas (Rio Grande do Sul) — 201.280 bpd

Outras unidades
- FAFEN-BA — Camaçari (Bahia) — Produção de Amônia, Ureia, Ácido nítrico e CO2 (arrendada para a Proquigel Química S/A)
- FAFEN-SE — Laranjeiras (Sergipe) — Produção de Amônia, Ureia, Ácido nítrico, Hidrogênio e CO2 (arrendada para a Proquigel Química S/A)
- FAFEN-PR — Araucaria (Paraná) — Produção de Amônia, Ureia e Agente Redutor Líquido Automotivo (inativada desde 2019, em processo de venda)

Em construção
- Complexo de Energias Boaventura (antigo COMPERJ) — Itaboraí (Rio de Janeiro) — inauguração da Unidade de Processamento de Gás Natural (UPGN), por meio do gasoduto Rota 3, em setembro de 2024. Previsão de início da construção de unidades de refino para produção de combustíveis e de lubrificantes em 2025.[137]
- UFN3 (Unidade de Fertilizantes Nitrogenados) — Três Lagoas, no Mato Grosso do Sul.

## Centrais termelétricas

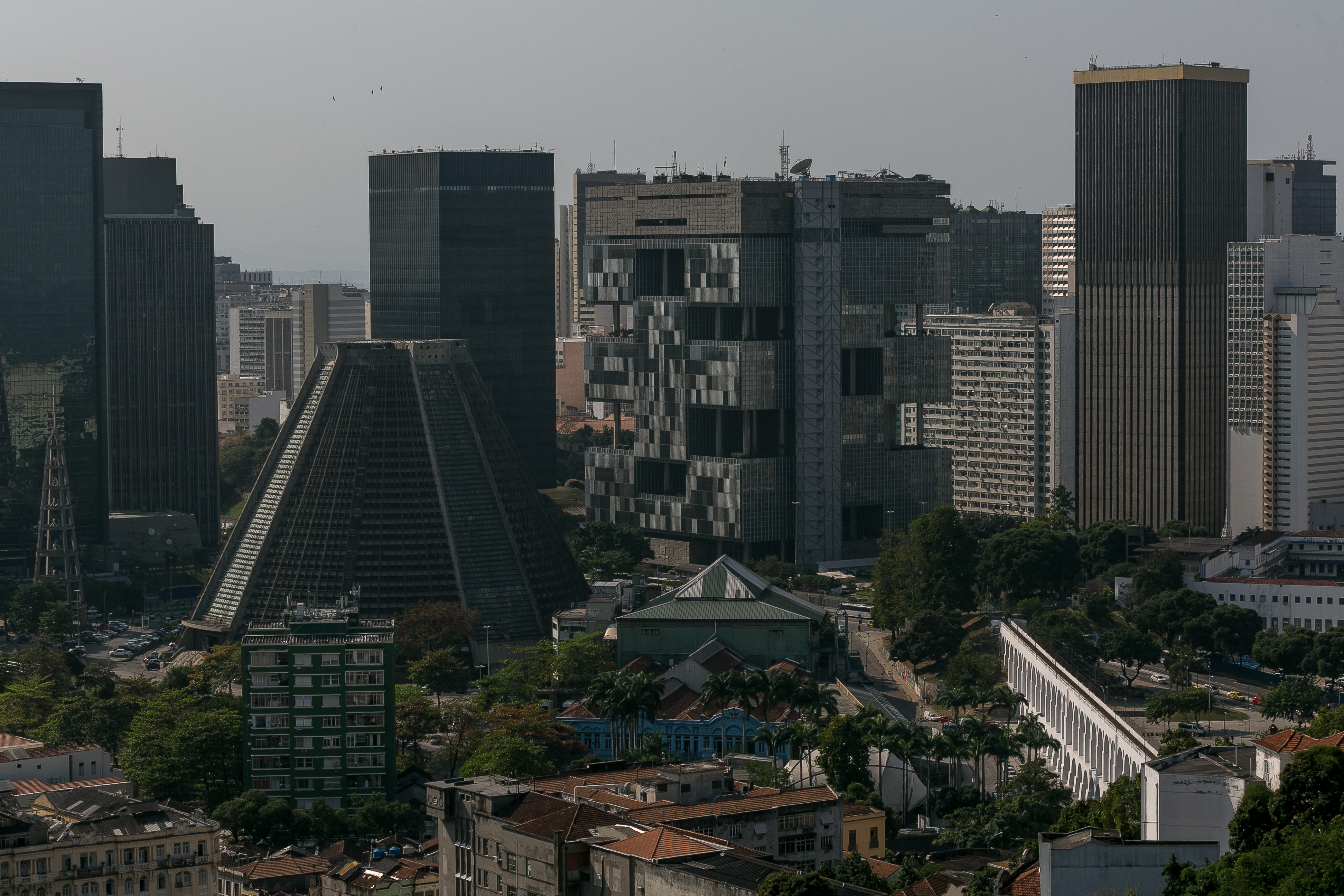
Vista aérea do edifício sede da Petrobras no Rio de Janeiro

A partir de 2000, a Petrobras começou a construir termelétricas, visando complementar o abastecimento nacional de energia elétrica, especialmente nos períodos de pico de consumo.
A Petrobrás é uma das maiores geradoras de energia elétrica do Brasil, representando 3,7% da capacidade instalada do Brasil, com 5,7 GW no ano de 2022.
| Potência | UF | Nome                                                         |
| -------- | -- | ------------------------------------------------------------ |
| 530 MW   | RJ | Baixada Fluminense (UTE-BF, Seropédica)                      |
| 249 MW   | RS | Canoas (antiga Sepé Tiaraju, Canoas)                         |
| 219 MW   | SP | Cubatão (Euzébio Rocha, Cubatão)                             |
| 226 MW   | MG | Ibirité (Ibirité)                                            |
| 87 MW    | MG | Juiz de Fora (Juiz de Fora)                                  |
| 368 MW   | SP | Nova Piratininga (São Paulo)                                 |
| 190 MW   | SP | Piratininga (São Paulo)                                      |
| 386 MW   | RJ | Seropédica (antiga Barbosa Lima Sobrinho, Seropédica)        |
| 186 MW   | BA | TermoBahia (São Francisco do Conde)                          |
| 220 MW   | CE | TermoCeará (Caucaia)                                         |
| 923 MW   | RJ | Termomacaé (antiga Mário Lago, Macaé)                        |
| 1.058 MW | RJ | Termorio (antiga Governador Leonel Brizola, Duque de Caxias) |
| 386 MW   | MS | Três Lagoas (antiga Luiz Carlos Prestes)                     |
| 323 MW   | RN | Vale do Açu (Alto dos Rodrigues)                             |

Em 2013, foram gerados 4 043 MW médios de energia elétricos para o Sistema Interligado Nacional (SIN).
Em 2021, a Petrobrás vendeu 3.419 megawatts-médios para o SIN.

## Patrocínios

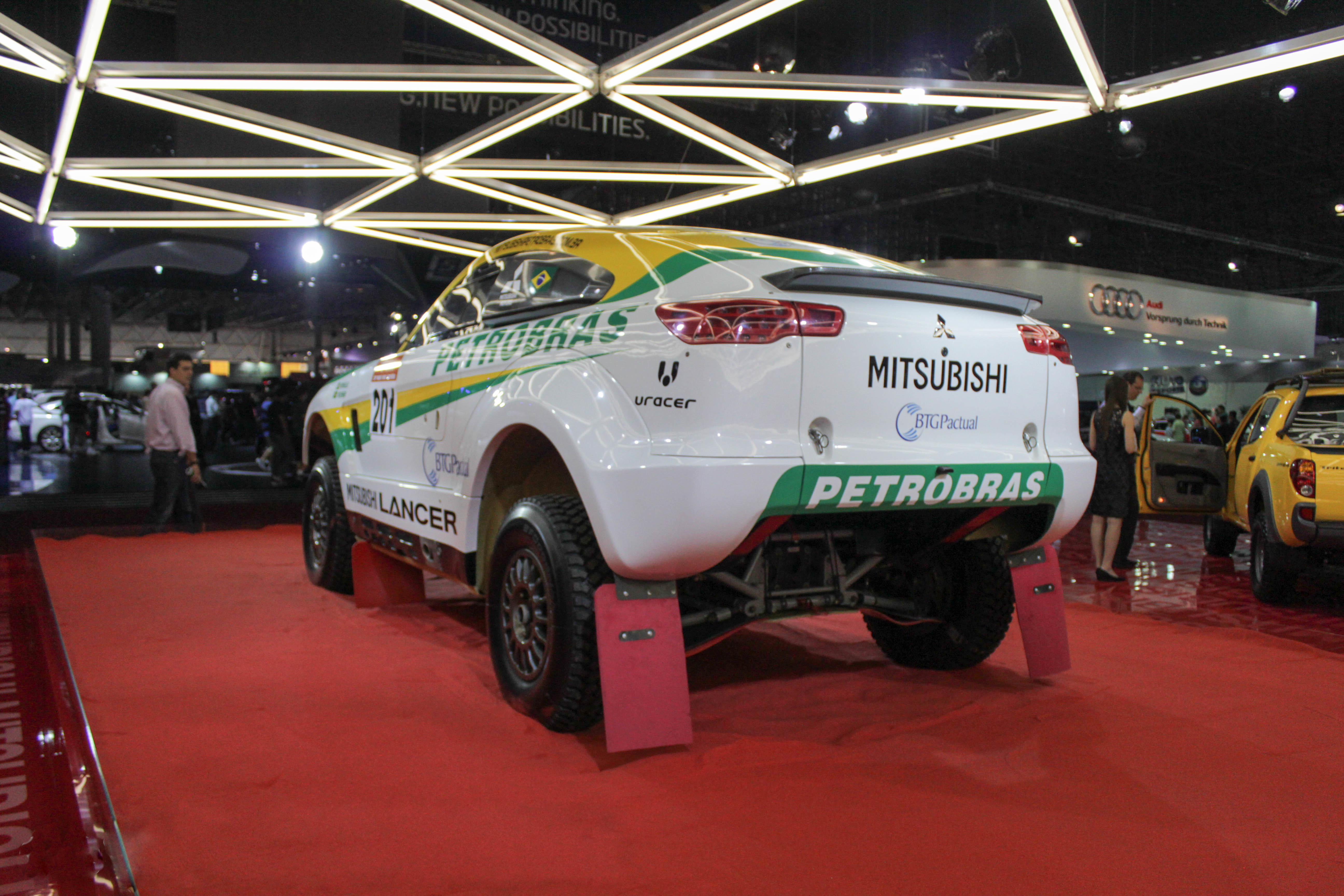
Mitsubishi Lancer com patrocínio da Petrobras.

A Petrobras foi a primeira patrocinadora do Clube de Regatas do Flamengo. Foi parceira do clube de 1984 até 2 de abril de 2009, quando o Flamengo oficializou a saída do patrocinador. Essa foi a parceria mais longa do futebol brasileiro. A estatal também patrocinou alguns clubes do futebol sul-americano, dentre eles o Racing de Avellaneda, o River Plate e a Universidad de Chile.
Na Fórmula 1, a estatal forneceu combustível e lubrificantes em 1981-1982 para a equipe Fittipaldi. Entre 1998 a 2008, patrocinou a equipe Williams (1998-2008) e forneceu lubrificantes para a Jordan (2001-2002). Um novo contrato foi assinado com a Williams, pelo qual as duas empresas trabalhariam em conjunto com a Mercedes a partir da temporada de 2015, para desenvolver um novo combustível automobilístico e lubrificantes. Em 2016, o acordo com a equipe britânica foi encerrado. Em 2018, a petrolífera brasileira fechou um acordo de cooperação e colaboração técnica com a equipe britânica McLaren. Seguindo a nova orientação do Governo Federal a Petrobras decidiu alterar a política de patrocínio a partir de 2019. Ao seguir as novas diretrizes a Petrobras encerrou o apoio, que vigorava desde 1999, à Seletiva de Kart e em maio o Presidente da República, Jair Bolsonaro, disse ter interesse em romper o contrato da Petrobras com a McLaren, mas para justificar o rompimento mencionou uma valor muito maior que o de fato era pago pela Petrobras. Em novembro de 2019 foi encerrado o contrato com entre a Petrobras e a McLaren.
Além da F-1, a Petrobras também patrocina/patrocinou equipes da Stock Car, Fórmula Truck, F-3 Sul-Americana e a CART Series.
Ainda na área de competições a motor, mantém equipe no famoso Rali Dakar desde 1987, nas categorias Caminhões, Carros e Motocicletas, sob a denominação de Equipe Petrobras Lubrax, a marca internacional da companhia mais utilizada no meio automobilístico. A mesma equipe também contabiliza participação em todas as edições do brasileiro Rally dos Sertões. Nas duas competições, coleciona diversas vitórias.
A empresa também conta com diversas ações de patrocínio nas áreas sociais, culturais e ambientais, tendo papel de destaque nas ações empresariais de responsabilidade social, no Brasil. Além dessas, a própria empresa patrocina o Campeonato Brasileiro de Futebol das Séries A e B desde 2011. É o patrocinador principal do Campeonato Brasileiro de Marcas e Pilotos, chamando a competição de Copa Petrobras de Marcas.

## Controvérsias

### Nacionalização na Bolívia

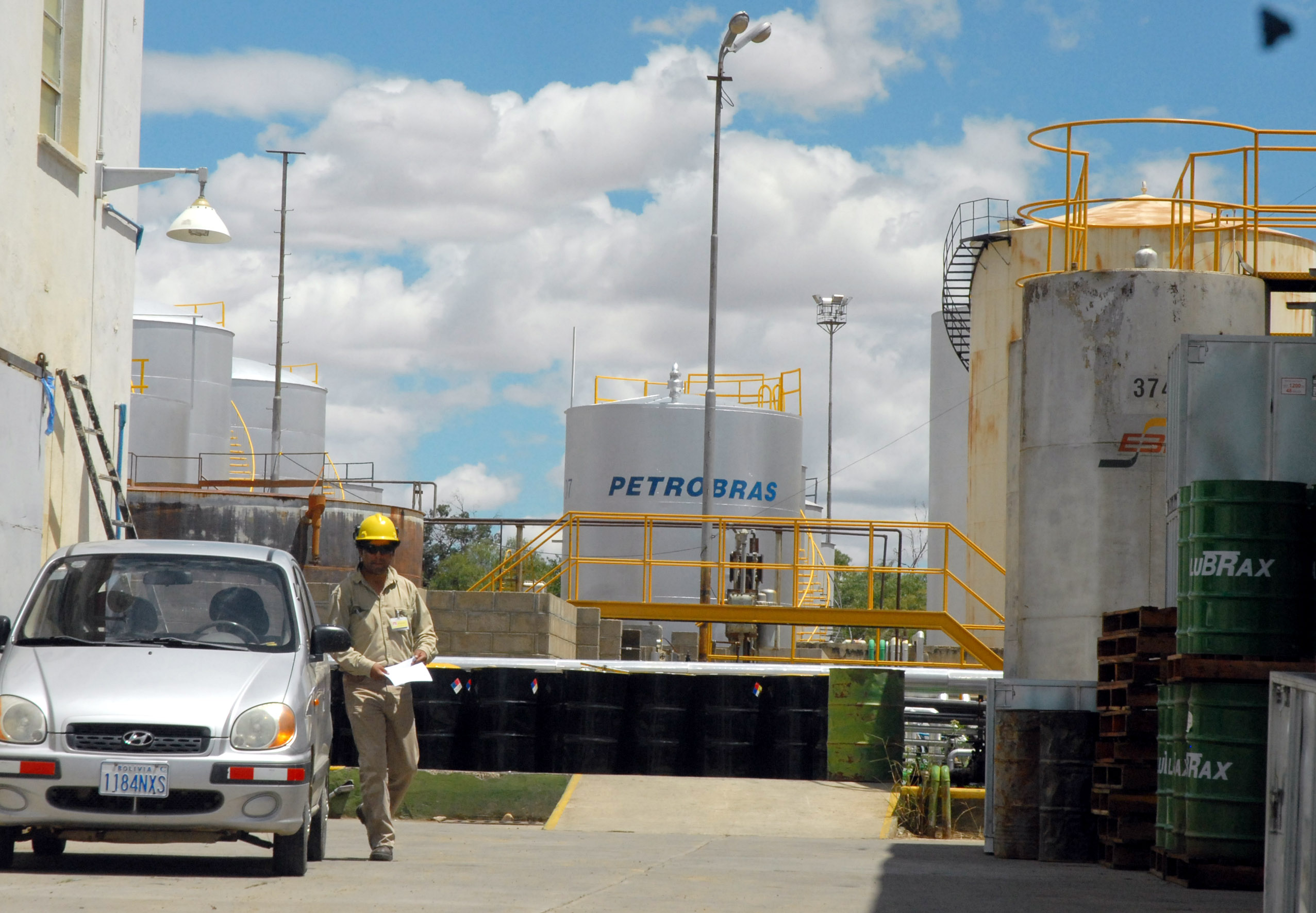
Refinaria em Cochabamba, Bolívia, vendida à YPFB em 2007.

Em maio de 2006, o presidente da Bolívia, Evo Morales, anunciou a nacionalização de todos os campos de petróleo e gás no país. Evo Morales ordenou a ocupação de todos os campos pelo exército boliviano. A Petrobras foi profundamente afetada pela nacionalização. Na época, a subsidiária boliviana tinha grande importância na economia do país: a empresa representava 24% dos impostos industriais bolivianos, 18% do produto interno bruto (PIB) do país e 20% dos investimentos estrangeiros; a estatal brasileira operava em 46% das reservas de petróleo da Bolívia e era responsável por 75% das exportações de gás para o Brasil; a Petrobras investiu, entre 1994 e 2005, 1,5 bilhão de dólares na economia boliviana.
A nacionalização afetou negativamente a relação entre a Petrobras e o governo boliviano. Em 28 de outubro de 2006, depois de uma longa negociação, Petrobras e Bolívia chegaram a um acordo, pelo qual a empresa passaria a receber apenas 18% dos lucros (antes recebia 50%) e o governo boliviano ficaria com o restante.

### Corrupção

#### O caso BR em 1989
Em 1989 a mídia divulgou supostos casos de corrupção na estatal, a repercussão rendeu aos jornalistas Ricardo Boechat, Aluízio Maranhão, Suely Caldas e Luiz Guilhermino o Prêmio Esso de Jornalismo de 1989.

#### Refinaria Pasadena no Texas e Operação Lava Jato
Em 2006, a Petrobras pagou 360 milhões de dólares por 50% da refinaria de Pasadena. Em 2008, a Petrobras e a Astra Oil, empresa belga de petróleo, se desentenderam e uma decisão judicial obrigou a estatal brasileira a comprar a parte que pertencia à Astra Oil. A aquisição da refinaria de Pasadena acabou custando 1,18 bilhão de dólares à Petrobras, mais de 27 vezes o que a Astra teve de desembolsar. A refinaria texana de Pasadena foi a única a registrar lucro dentro do grupo Petrobras, no primeiro semestre de 2014. O lucro da unidade foi de aproximadamente US$ 130 milhões, devido ao benefício do uso do petróleo não convencional produzido nos Estados Unidos.

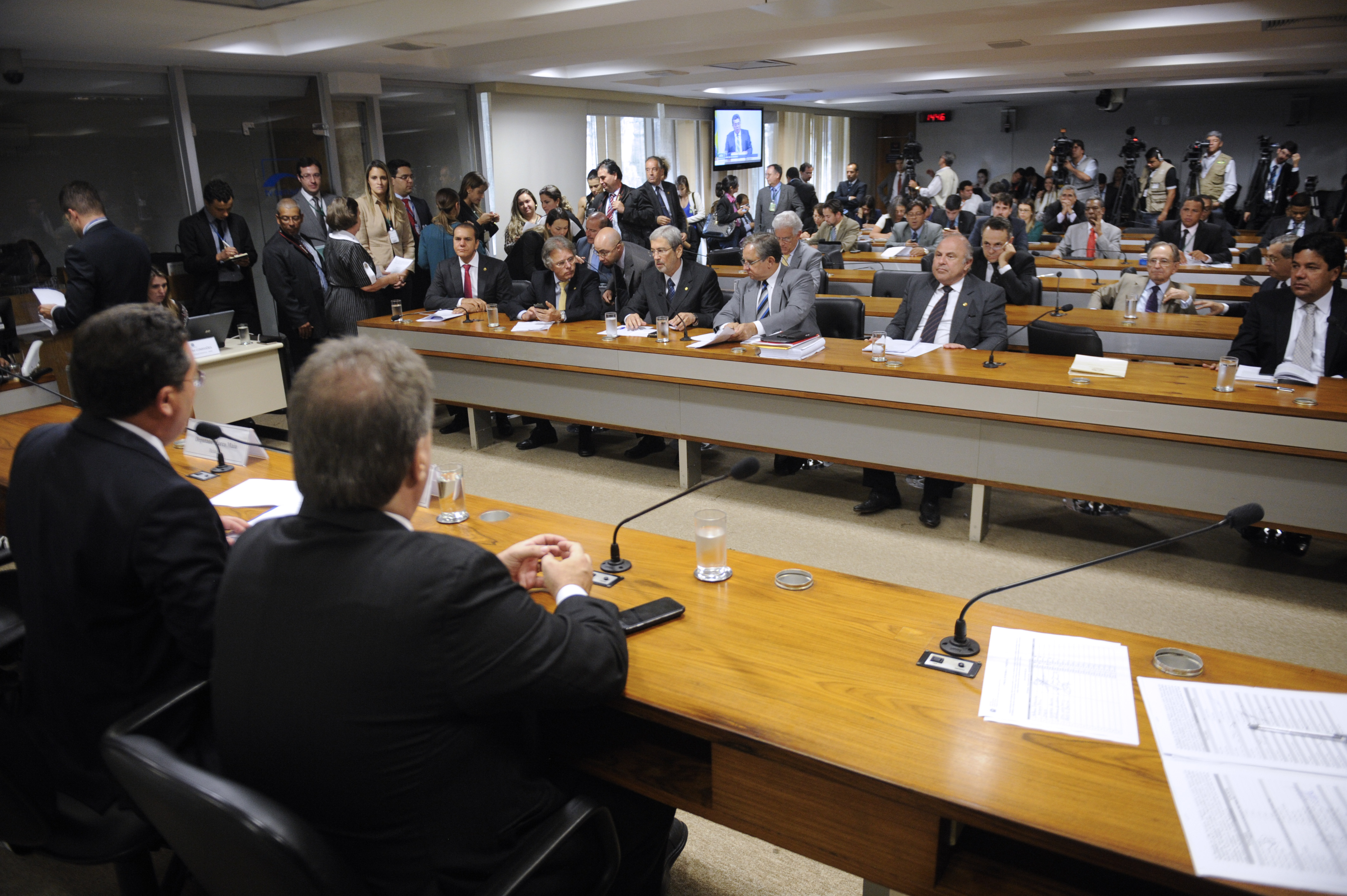
Sala de comissões do Senado Federal durante a Comissão Parlamentar Mista de Inquérito (CPMI) da Petrobras.

Operação Lava Jato é uma investigação da Polícia Federal do Brasil iniciada em 17 de março de 2014 para apurar um esquema de lavagem de dinheiro suspeito de movimentar mais de 10 bilhões de reais, atualmente estimado em mais de 20 bilhões de reais. A operação recebeu esse nome devido ao uso de uma rede de lavanderias e postos de combustíveis pela quadrilha para movimentar os valores de origem ilícita.
Até abril de 2014, a operação já contava com 46 pessoas indiciadas pelos crimes de formação de organização criminosa, crimes contra o sistema financeiro nacional, falsidade ideológica e lavagem de dinheiro e 30 presas, dentre elas o doleiro Alberto Youssef e o ex-diretor da Petrobras, Paulo Roberto Costa. Pedro Barusco disse que o esquema de pagamento de propinas na Petrobras começou em 1997. Em depoimento na CPI da Petrobras em março, Barusco declarou: "Iniciei a receber propina em 1997 e 1998. Foi uma iniciativa pessoal, junto com o representante da empresa. De forma mais ampla, (receber propina) foi a partir de 2004, não sei precisar a data, mas foi a partir dali"
Em 14 de novembro de 2014, novos mandados de prisão foram cumpridos, sendo presos os presidentes e diretores de grandes empresas do Brasil, como Construtora OAS, IESA Óleo e Gás, Camargo Corrêa Construções, UTC Engenharia e Construtora Queiroz Galvão. Segundo as investigações do Ministério Público Federal, o esquema de cartel das empreiteiras em obras da Petrobras existe há pelo menos 15 anos, se institucionalizando a partir de 2004. Em dezembro de 2014, a estatal impediu que as empreiteiras envolvidas na Lava Jato fizessem novos contratos. Ao todo foram 23 empresas nacionais e estrangeiras, dentre elas Andrade Gutierrez, Camargo Corrêa, Construcap, Egesa, Galvão Engenharia, OAS, Promon Engenharia, UTC Engenharia.
Em outubro de 2015, a força-tarefa da Lava Jato identificou 10 bilhões de reais em propinas, recuperou 870 milhões de reais, bloqueou outros 2,4 bilhões de reais e prendeu 105 envolvidos no escândalo.
Em novembro de 2015, a PF estimou que o prejuízo da Petrobras com corrupção pode ser de 42 bilhões de reais, tendo sido 6 bilhões de reais divulgados oficialmente pela empresa, um número considerado conservador. A estimativa tem como base um laudo da perícia criminal baseado em tabelas que mostram os pagamentos indevidos envolvendo as 27 empresas apontadas como integrantes do cartel na Petrobras.

### Acidentes ambientais

Plataforma P-36 após o acidente em 2001.

Em 20 de março de 2001 afundou a Plataforma P-36, considerada, até então, a maior do mundo. Segundo a Agência Nacional de Petróleo (ANP) do Brasil, o acidente foi causado por "não conformidades quanto a procedimentos operacionais, de manutenção e de projeto".
Em 6 de setembro de 2012, o tombamento de um caminhão na Rodovia Doutor Manuel Hipólito Rego causou o vazamento de quinze mil litros de óleo diesel. O vazamento afetou gravemente vários córregos da região e a praia de Maresias, em São Sebastião. A Cetesb aplicou à Petrobras e à empresa transportadora multa de aproximadamente noventa e dois mil reais em cada empresa.
Em 5 de abril de 2013, um vazamento de 3,5 mil litros de combustível marítimo ocorrido no Terminal Marítimo Almirante Barroso (Tebar) atingiu catorze praias das cidades de São Sebastião e Caraguatatuba. A Cetesb aplicou à Petrobras multa de dez milhões de reais, além de denunciar a empresa por crime ambiental junto ao Ministério Público do Estado de São Paulo. A prefeitura de São Sebastião aplicou multa de cinquenta mil reais à Petrobras.
Em 5 de maio de 2013, um vazamento de 49 mil litros de diesel ocorrido em uma tubulação da Transpetro em São José do Barreiro atingiu os rios Formoso, Sesmaria e Paraíba do Sul e causou a interrupção total ou parcial do abastecimento de água nas cidades de Barra Mansa, Barra do Piraí, Pinheiral, Porto Real, Quatis e Volta Redonda. As aulas nas escolas públicas municipais dessas cidades foram suspensas devido à falta de água. A mancha de óleo atingiu cerca de trinta quilômetros de extensão. Segundo a Agência de Meio Ambiente de Resende (Amar), um furto de óleo diesel teria danificado uma válvula e provocado o vazamento. Os órgãos ambientais informaram que 40,1 mil litros de diesel foram recolhidos e que equipes continuavam trabalhando para eliminar os resíduos no solo e nas águas.
Em 28 de novembro de 2013, uma explosão seguida de incêndio na unidade de destilação da Refinaria Presidente Getúlio Vargas (Repar) interrompeu parte das atividades da refinaria. Não houve feridos.
Em 11 de fevereiro de 2015, uma explosão na casa de bombas do navio-plataforma FPSO Cidade de São Mateus, causada por um vazamento de gás, matou nove pessoas e deixou 26 feridas. Segundo relatório interno da Petrobras sobre o acidente, meses antes uma peça fora da especificação necessária foi instalada num circuito de transferência de água e óleo. No dia do acidente essa peça não suportou a pressão causada por um erro na abertura e fechamento das válvulas, ocasionando o vazamento de gás que gerou a explosão. O relatório ainda aponta como erro grave a orientação de enviar equipes de funcionários para áreas com atmosfera inflamável.

### Continuidade do monopólio estatal
Apesar de a Petrobras ter deixado por lei (de jure) de monopolizar a indústria petroleira no Brasil em 1997, a estatal continuava de fato a monopolizar o setor, concentrando controle majoritário sobre a cadeia produtiva dos combustíveis. No estágio do refino, suas refinarias concentravam a produção de praticamente todos os combustíveis distribuídos nos postos do país, pois, das 17 refinarias existentes, a estatal era dona de 13, respondendo por 98% do petróleo refinado; as outras quatros são da Manguinhos, Univen, Riograndense e Dax Oil, mas a estatal é considerada virtualmente a única empresa de refino no Brasil. Conforme declarado pelo ex-presidente da empresa Pedro Parente, "Não é bom para o País a Petrobras ter 100% de monopólio no refino". Durante a greve dos caminhoneiros no Brasil em 2018, o Presidente da Câmara dos Deputados, Rodrigo Maia, afirmou: "Crise provou que monopólio da Petrobras não serviu de nada", apesar de ele não defender sua privatização. Além disso, a estatal brasileira ainda detém privilégios sobre seus concorrentes, pois conta com a Lei 12.351/2010, que obrigava a mesma a ser operadora única no pré-sal, tendo assim exclusividade. Em 2016, essa legislação foi alterada e excluiu a obrigatoriedade da empresa em atuar como operadora única, mas manteve o direito de preferência para adquirir, no mínimo, 30% de participação nos consórcios e a possibilidade fazer as suas operações após o leilão; o Instituto Brasileiro de Petróleo, Gás e Biocombustíveis (IBP), referindo-se à lei, disse que a medida atrapalharia a livre competição: "A possibilidade de exercer a preferência após o leilão prejudica a livre competição, gera incertezas e afeta a atração de investimentos para a província do pré-sal".
Desde 2020, o governo federal tem dado passos para quebrar o monopólio que a empresa exerceu no setor do refino pois até então a empresa refinava 94% do que era consumido no país.